# 禾輋邨
禾輋邨（英語：Wo Che Estate）是香港新界沙田區禾輋的一個公共屋邨。已列入擴展市區配屋區內。禾輋邨大部份樓宇採用前香港屋宇建設委員會的標準規格設計，分別於1977年、1978年、1980年及2003年入伙，與瀝源邨為鄰。禾輋邨是沙田區第2個落成的公共屋邨，亦是黃大仙下邨首批重建樓宇居民的指定安置屋邨之一，同時接收受興建彩園邨工程影響，而需搬遷的上水菜園村寮屋村民。

## 地理位置
位於香港專業教育學院沙田分校（火炭路）、沙田運動場（源禾路）、大埔公路（沙田段）和瀝源邨（禾輋街）之間。

## 屋邨資料

### 樓宇

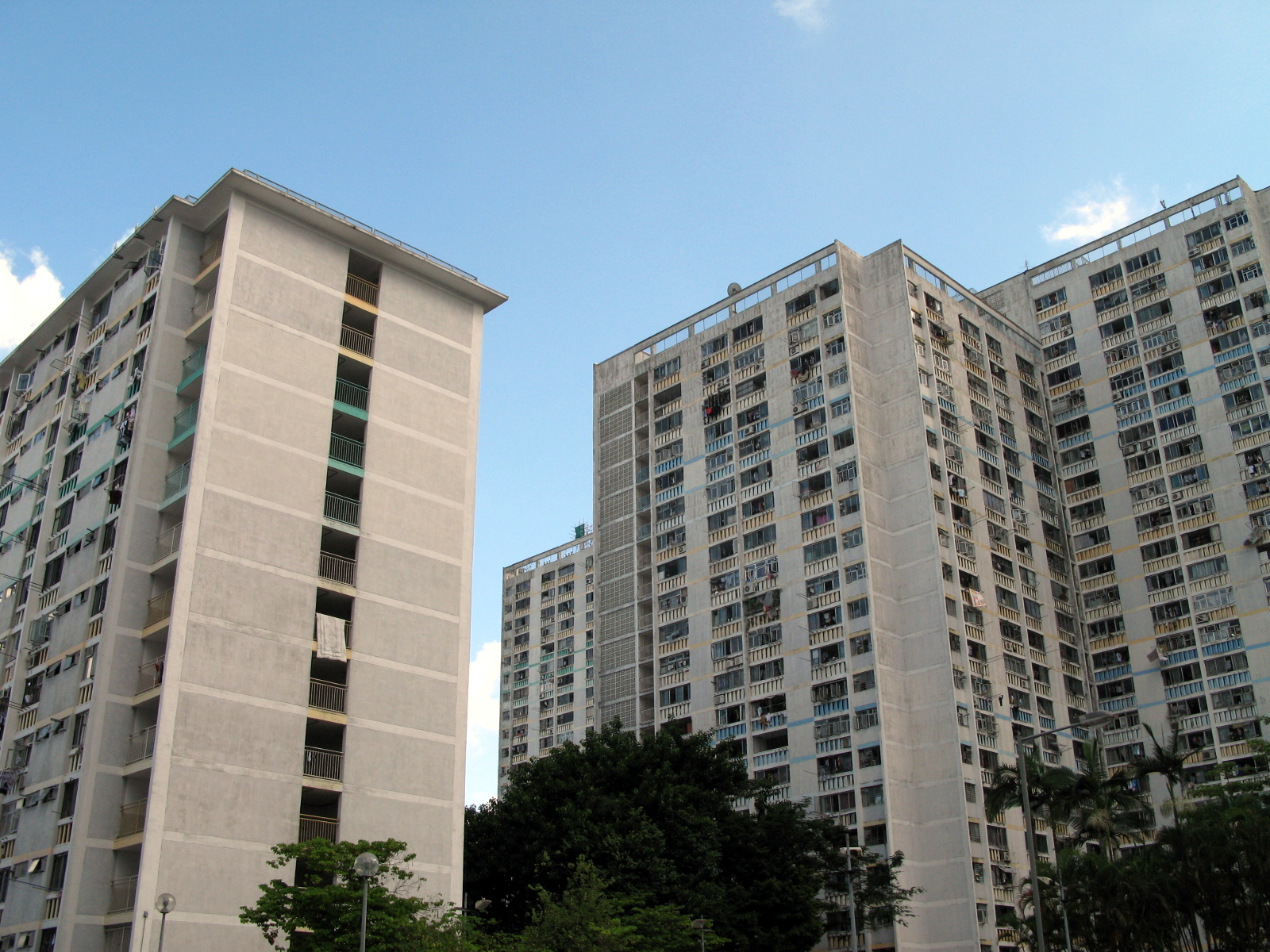
翻油前的禾輋邨（2007年8月）

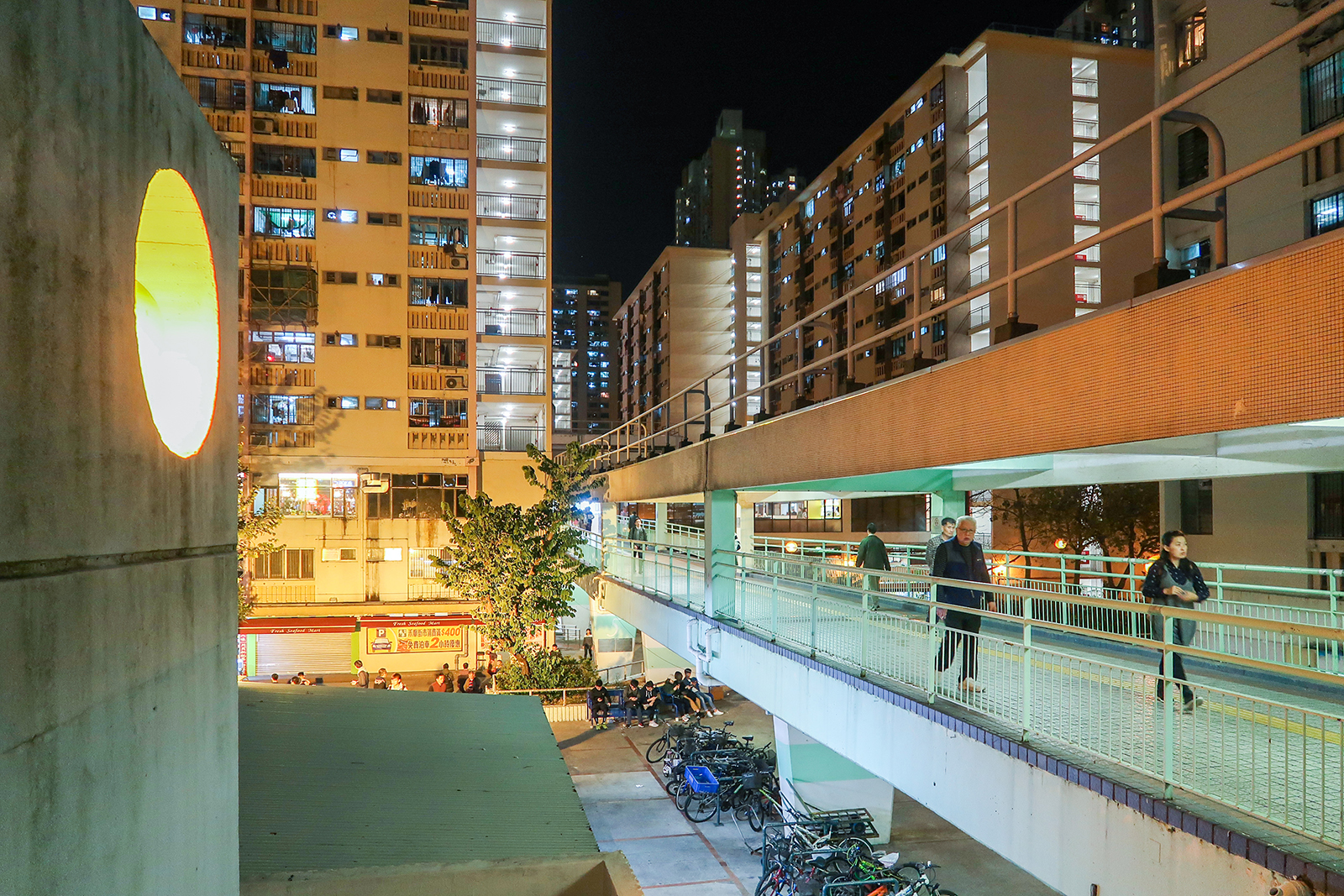
禾輋邨多處利用天橋連接各座（2018年1月）

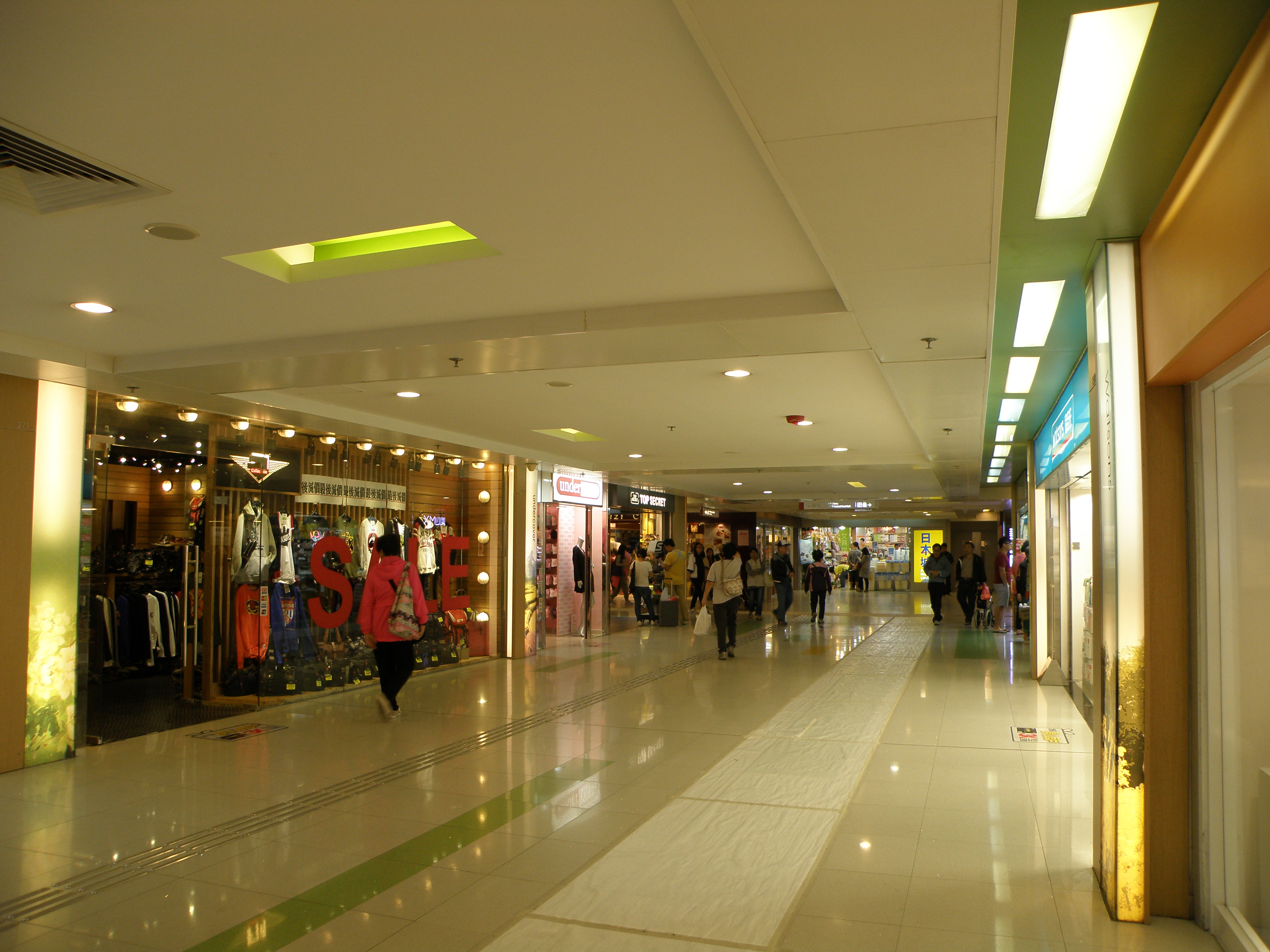
翻新及易名後的禾輋廣場（2014年11月）

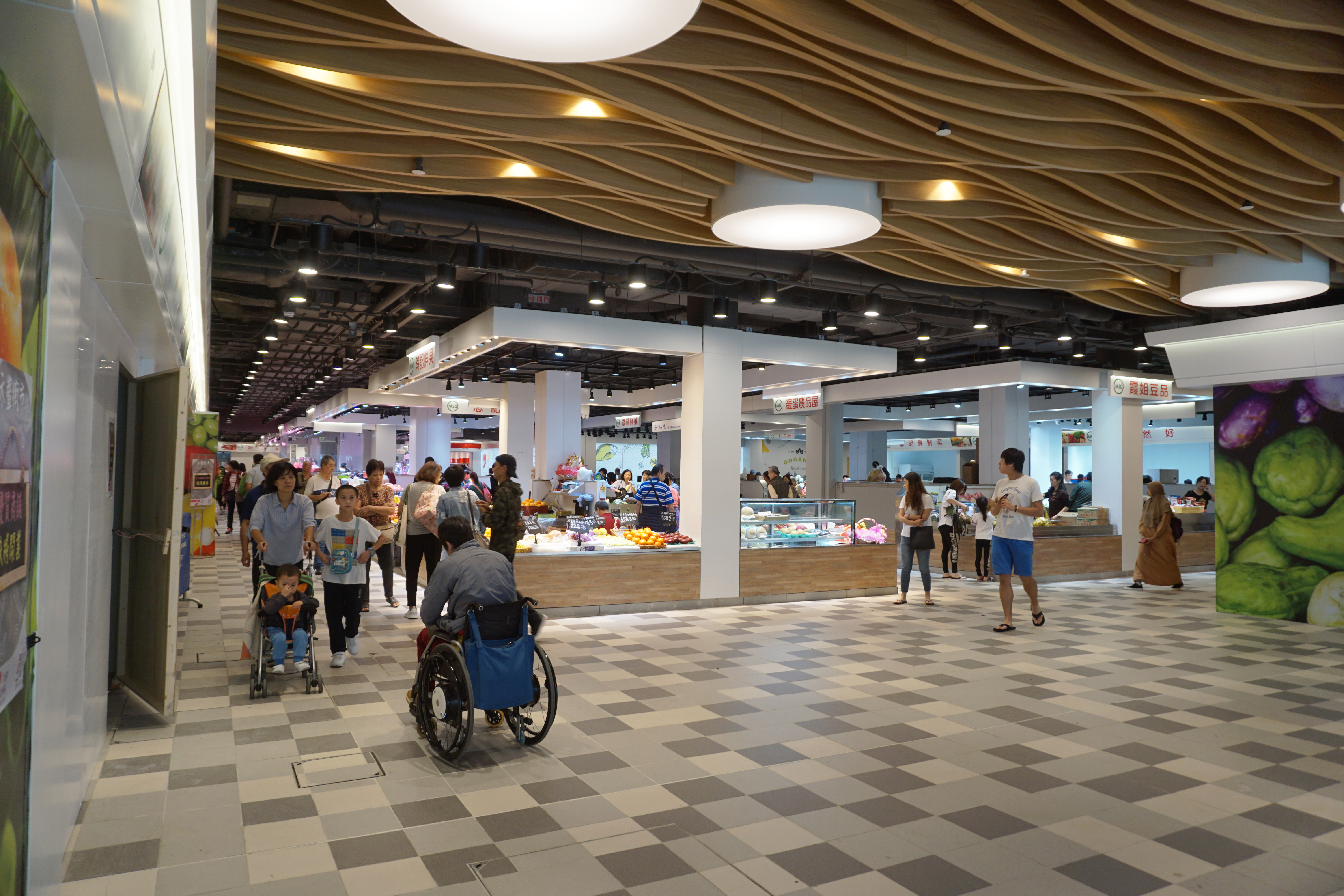
翻新後的禾輋街市

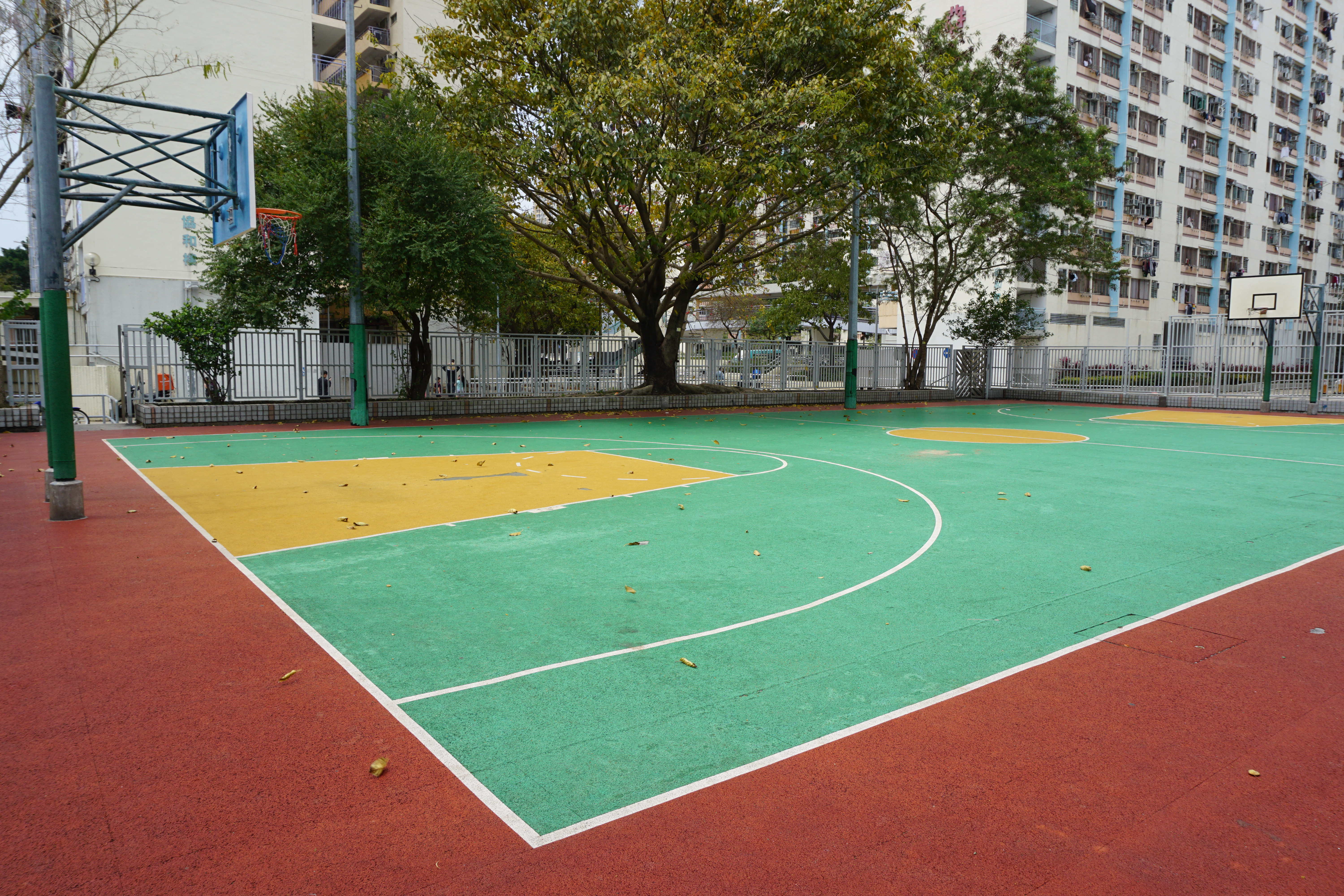
籃球場

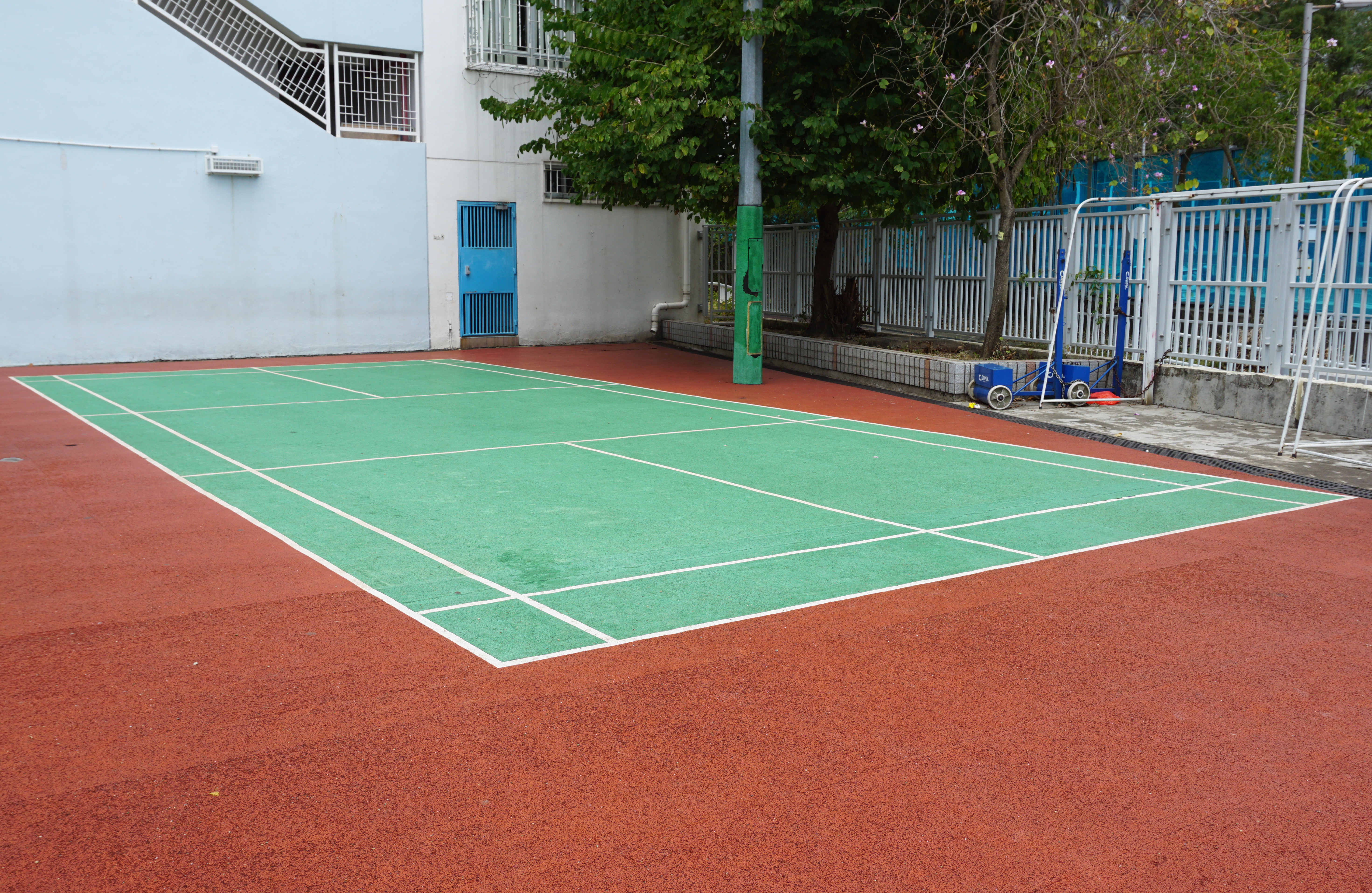
羽毛球場

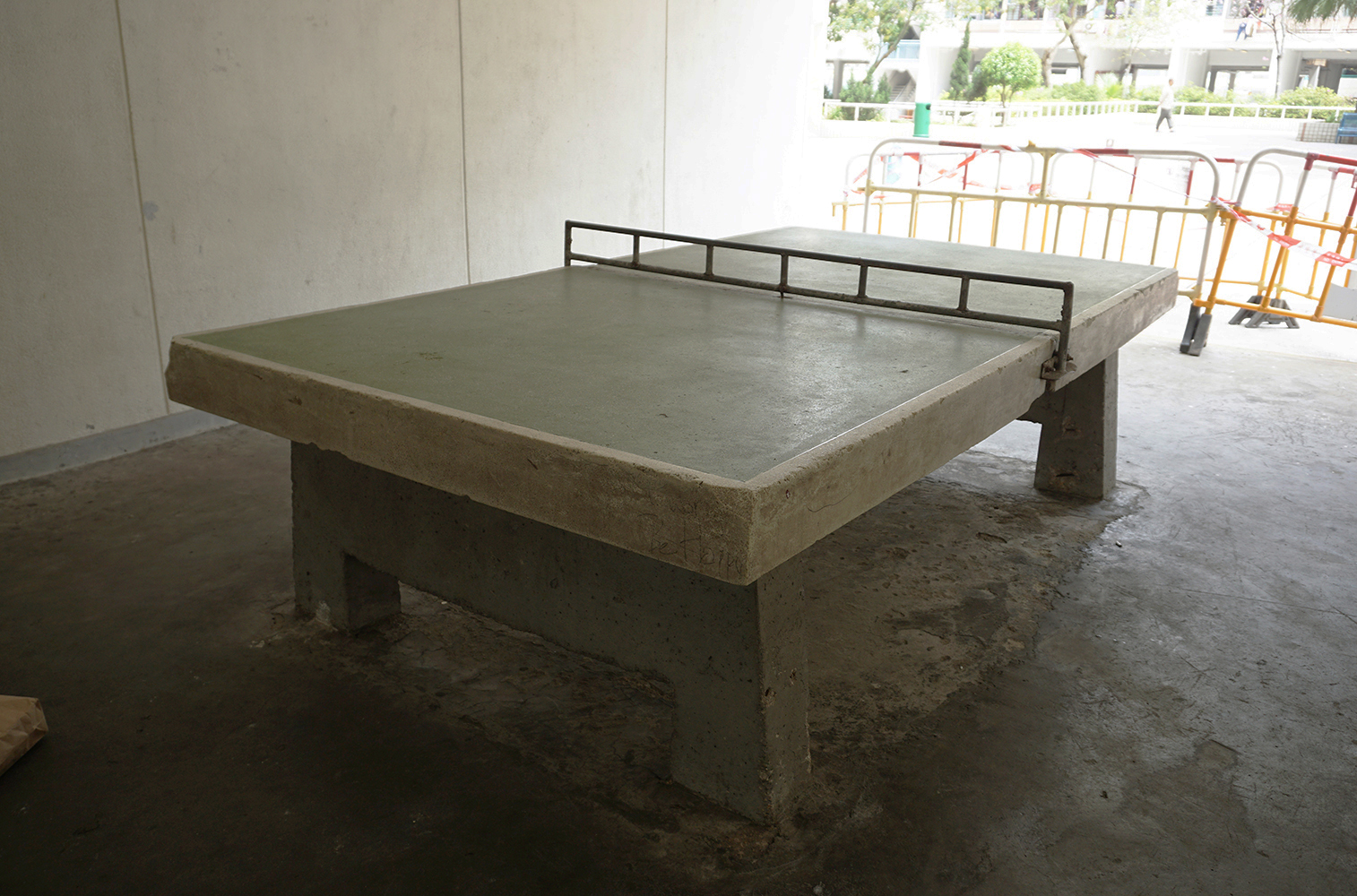
乒乓球檯

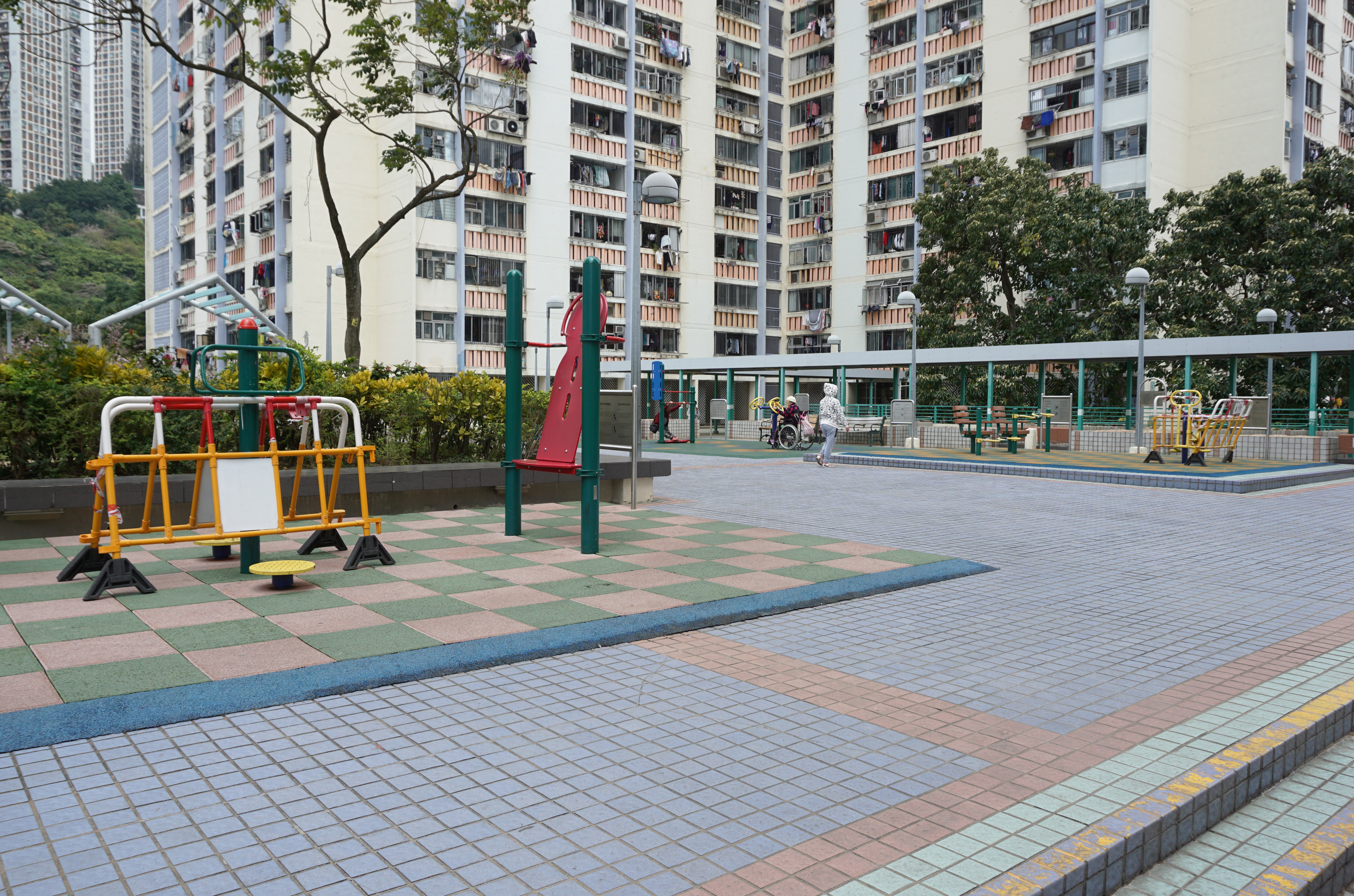
健體區

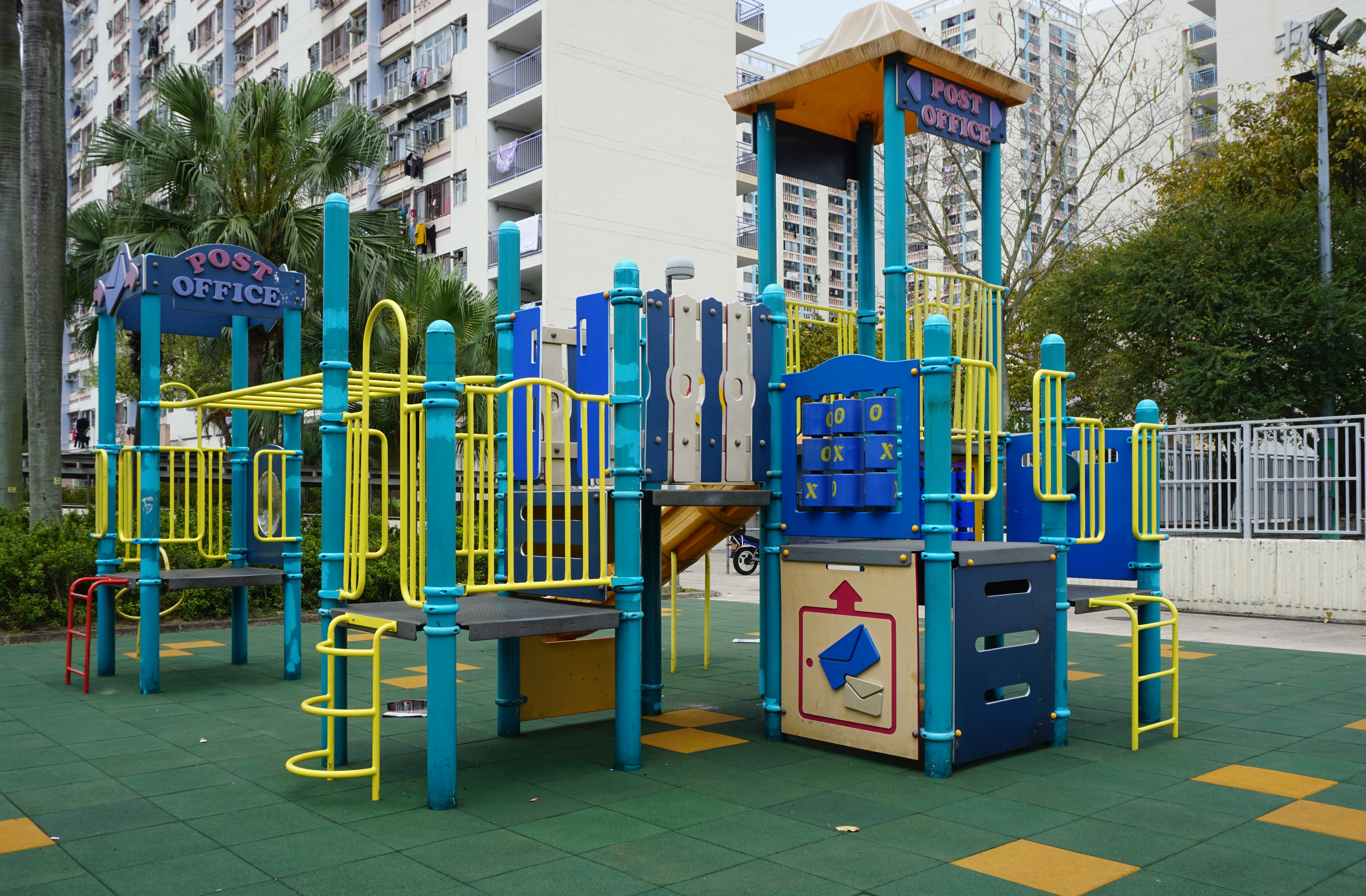
兒童遊樂場

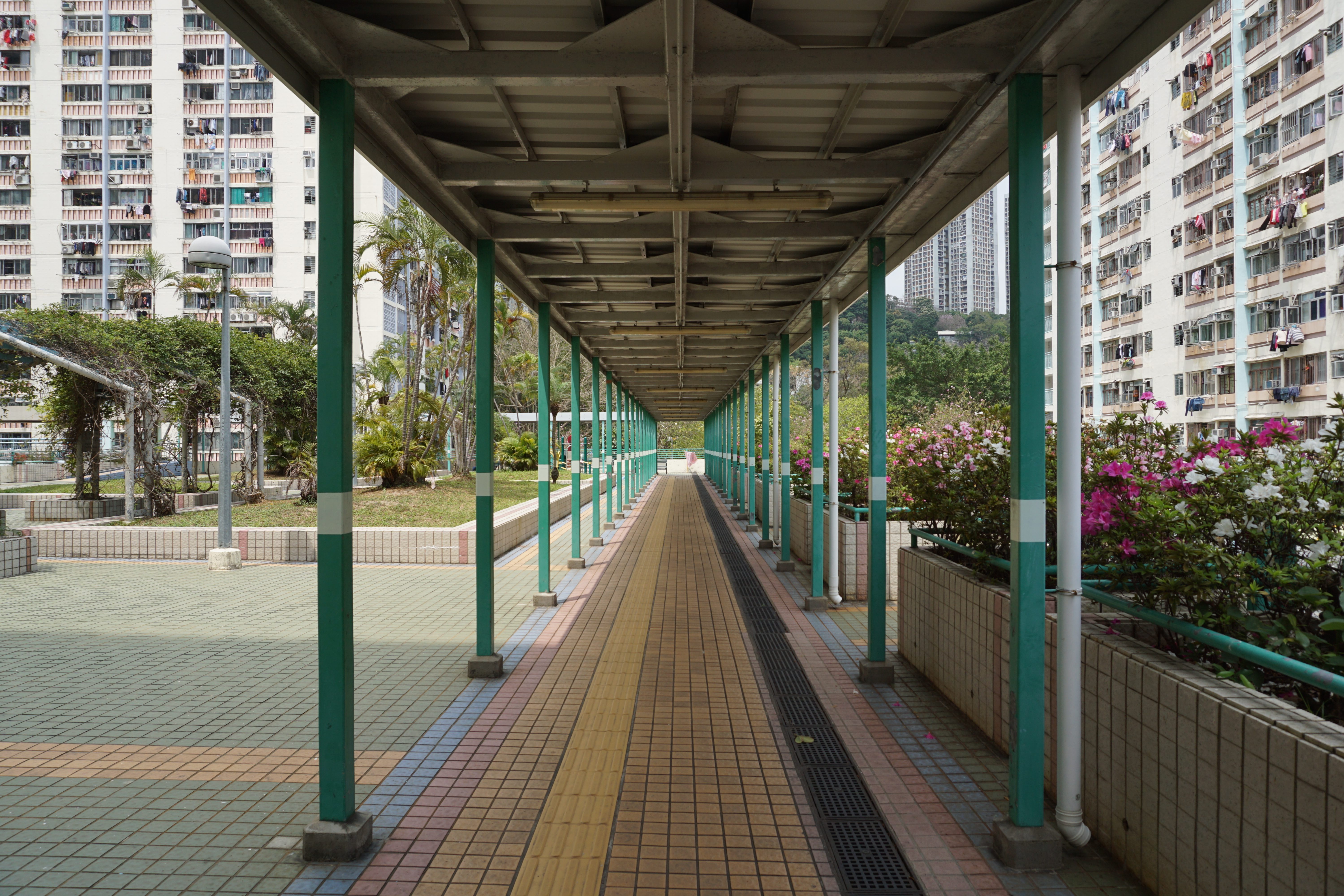
有蓋行人通道

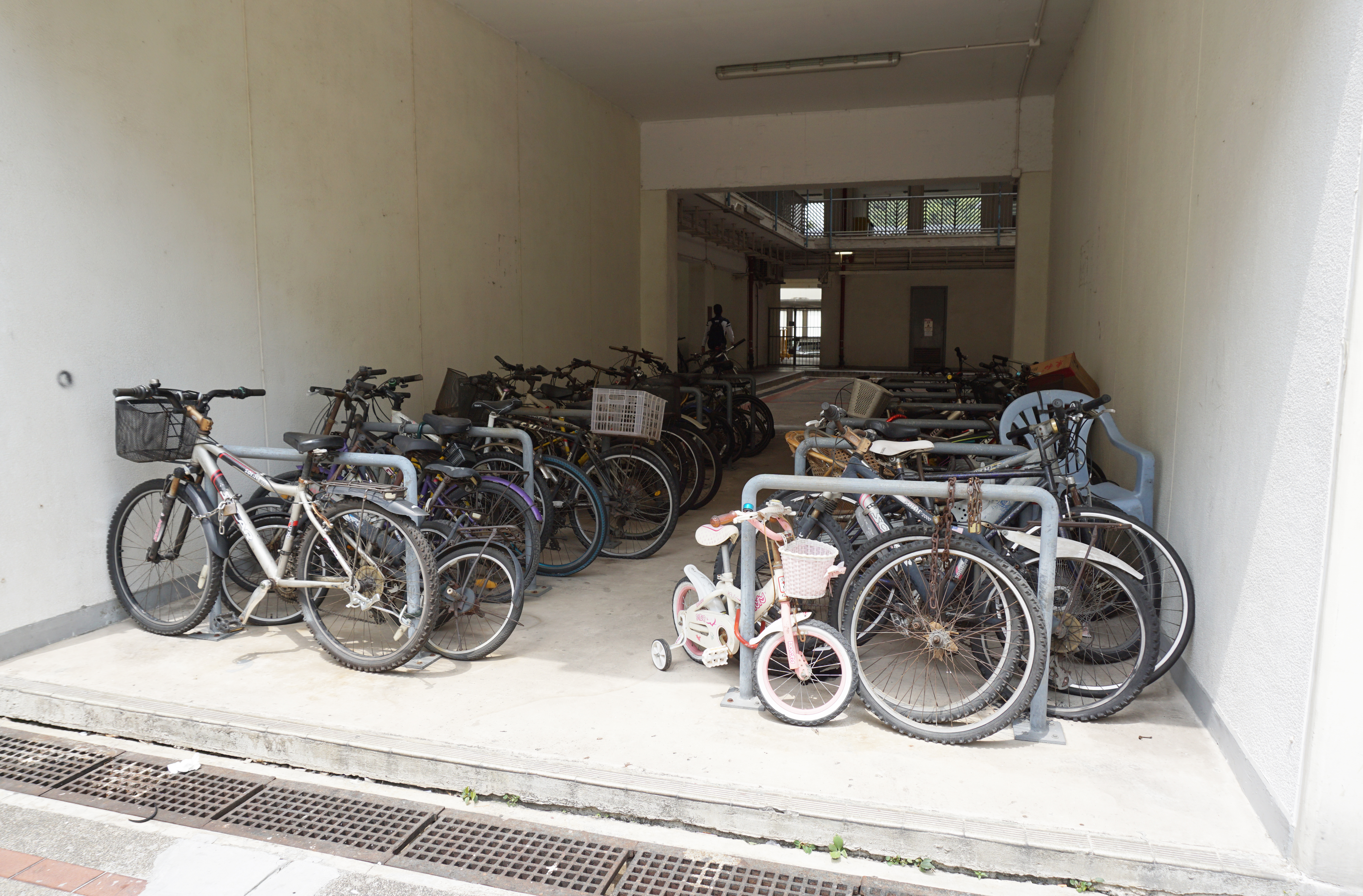
單車停泊區

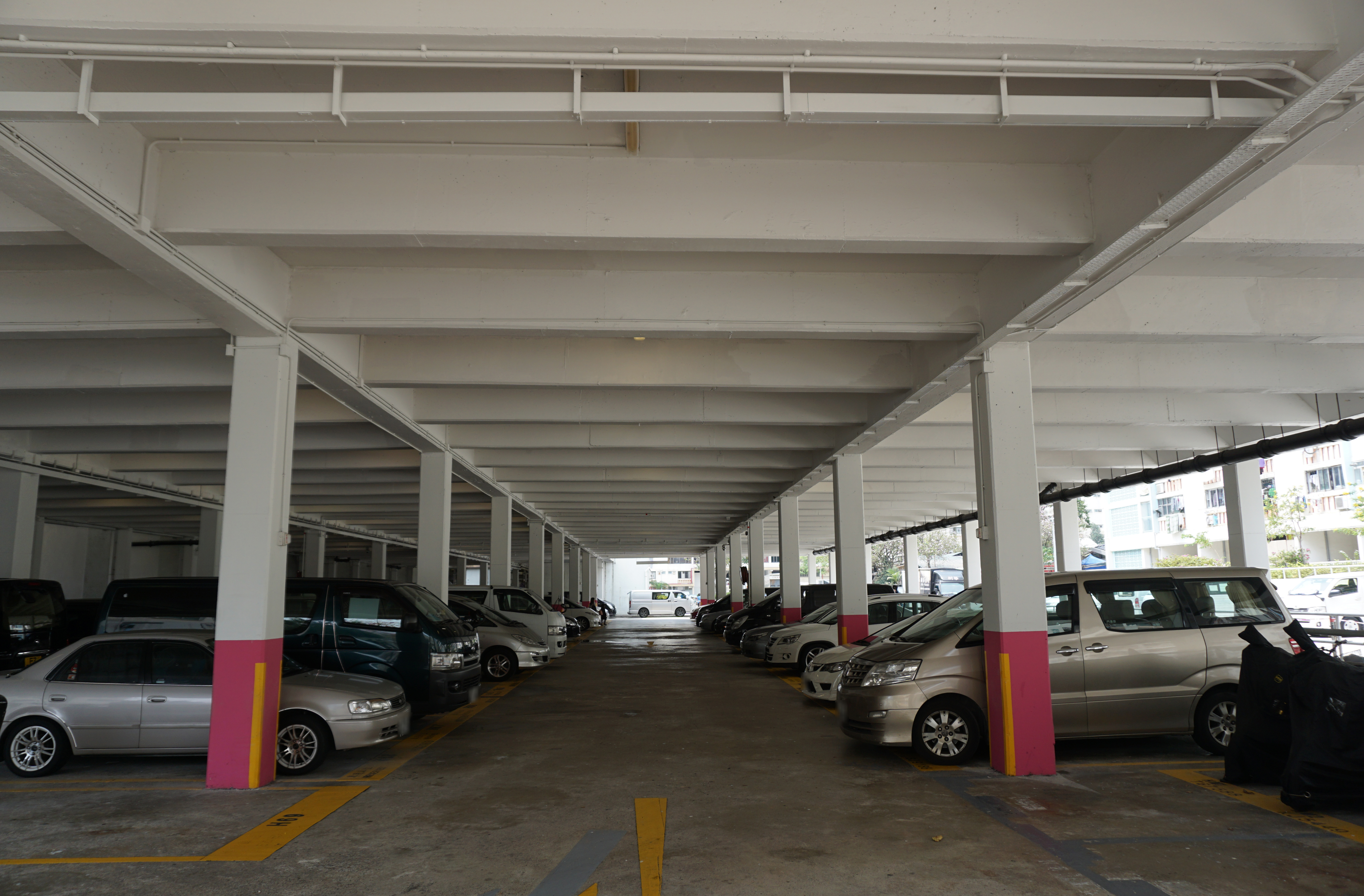
停車場

禾輋邨各大廈以「〇和樓」命名，後來太和邨亦用此組合命名。
| 樓宇名稱（座數） | 門牌號碼  | 樓宇類型                                           | 落成年份 | 層數                  | 每層伙數                   | 每座單位數目（伙） | 建築師                              | 承建商                  | 提供升降機的廠商 （更換前） | 提供升降機的廠商 （更換後） | 期數         |
| ---------------- | --------- | -------------------------------------------------- | -------- | --------------------- | -------------------------- | ------------------ | ----------------------------------- | ----------------------- | --------------------------- | --------------------------- | ------------ |
| 康和樓（第1座）  | 禾輋街9號 | 雙塔式大廈                                         | 1977年   | 24（高座） 21（低座） | 34（2-21樓） 17（22-24樓） | 731                | 屋宇建設委員會建築師、 房屋署建築師 | 天順有限公司 (華營建築) | 東芝 CA11 （AC/2）          | 東芝 CV150 （VVVF）         | 1            |
| 豐和樓（第2座）  | 禾輋街7號 | 雙塔式大廈                                         | 1977年   | 24（高座） 21（低座） | 34（2-21樓） 17（22-24樓） | 731                | 屋宇建設委員會建築師、 房屋署建築師 | 天順有限公司 (華營建築) | 東芝 CA11 （AC/2）          | 東芝 CV150 （VVVF）         | 1            |
| 順和樓（第3座）  | 豐順街2號 | 雙塔式大廈                                         | 1977年   | 24（高座） 21（低座） | 34（2-21樓） 17（22-24樓） | 731                | 屋宇建設委員會建築師、 房屋署建築師 | 天順有限公司 (華營建築) | 東芝 CA11 （AC/2）          | 東芝 CV150 （VVVF）         | 1            |
| 民和樓（第4座）  | 協欣街7號 | 雙塔式大廈                                         | 1980年   | 24（高座） 21（低座） | 34（2-21樓） 17（22-24樓） | 731                | 屋宇建設委員會建築師、 房屋署建築師 | 新昌營造                | 快高靈 （AC/2）             | 蒂森克虜伯 GL （VVVF）      | 3            |
| 泰和樓（第5座）  | 豐順街8號 | 雙塔式大廈                                         | 1980年   | 24（高座） 21（低座） | 34（2-21樓） 17（22-24樓） | 731                | 屋宇建設委員會建築師、 房屋署建築師 | 新昌營造                | 快高靈 （AC/2）             | 蒂森克虜伯 GL （VVVF）      | 3            |
| 富和樓（第6座）  | 協欣街3號 | 雙塔式大廈                                         | 1980年   | 24（高座） 21（低座） | 34（2-21樓） 17（22-24樓） | 731                | 屋宇建設委員會建築師、 房屋署建築師 | 新昌營造                | 快高靈 （AC/2）             | 蒂森克虜伯 GL （VVVF）      | 3            |
| 欣和樓（第7座）  | 協欣街6號 | 單座工字型 （特別設計）                            | 1980年   | 13                    | 16                         | 384                | 屋宇建設委員會建築師、 房屋署建築師 | 公和建築                | 快高靈 （AC/2）             | 蒂森克虜伯 GL （VVVF）      | 4            |
| 美和樓（第8座）  | 協欣街9號 | 單座工字型 （特別設計）                            | 1980年   | 13                    | 16                         | 384                | 屋宇建設委員會建築師、 房屋署建築師 | 公和建築                | 快高靈 （AC/2）             | 蒂森克虜伯 GL （VVVF）      | 4            |
| 協和樓（第9座）  | 協欣街2號 | 雙連座工字型 （特別設計）                          | 1980年   | 13                    | 32                         | 384                | 屋宇建設委員會建築師、 房屋署建築師 | 公和建築                | 快高靈 （AC/2）             | 蒂森克虜伯 GL （VVVF）      | 4            |
| 德和樓（第10座） | 德厚街2號 | 舊長型大廈 （中央走廊式，連接I，27平方米單位設計） | 1977年   | 13                    | 32（5-13樓） 28（2-4樓）   | 372                | 屋宇建設委員會建築師、 房屋署建築師 | 有成建築                | 奧的斯 Spec IV （AC/2）     | 蒂森克虜伯 GL （VVVF）      | 2            |
| 厚和樓（第11座） | 豐順街6號 | 舊長型大廈 （中央走廊式，連接I，27平方米單位設計） | 1978年   | 13                    | 32（5-13樓） 12（2樓）     | 300                | 屋宇建設委員會建築師、 房屋署建築師 | 有成建築                | 奧的斯 Spec IV （AC/2）     | 蒂森克虜伯 GL （VVVF）      | 2            |
| 智和樓（第12座） | 協欣街1號 | 舊長型大廈 （中央走廊式，連接I，27平方米單位設計） | 1978年   | 13                    | 32（5-13樓）               | 288                | 屋宇建設委員會建築師、 房屋署建築師 | 有成建築                | 奧的斯 Spec IV （AC/2）     | 蒂森克虜伯 GL （VVVF）      | 2            |
| 景和樓（第13座） | 豐禾里6號 | 新十字型大廈 （1999年版本，T字型特別設計）         | 2003年   | 40                    | 6（1-35樓） 4（36-39樓）   | 226                | 林陳簡建築師有限公司                | （待查）                | 日立 HVF （VVVF）           | （不適用）                  | （不設期數） |

景和樓前稱豐穗苑，建築項目編號為ST30NH，原訂於居屋第23期乙出售，但因政府取消該期居屋銷售計劃，並將所有單位改作租住公屋，故此改為現稱，並作為租住公屋出租。
禾輋邨在2003年之前只有12座樓宇。2003年，景和樓建成，併入禾輋邨。故此現時禾輋邨共有13座樓宇。另外，禾輋邨的外牆曾經在1983-84年，1990年及1998年進行油漆工程（用吊板）；於2008年7月，禾輋邨首次用吊船進行外牆油漆工程。
商場原先升降機及扶手電梯採用奧的斯升降機，翻新後再加建迅達無機房升降機，商場後加扶手電梯由三菱電機及迅達提供。

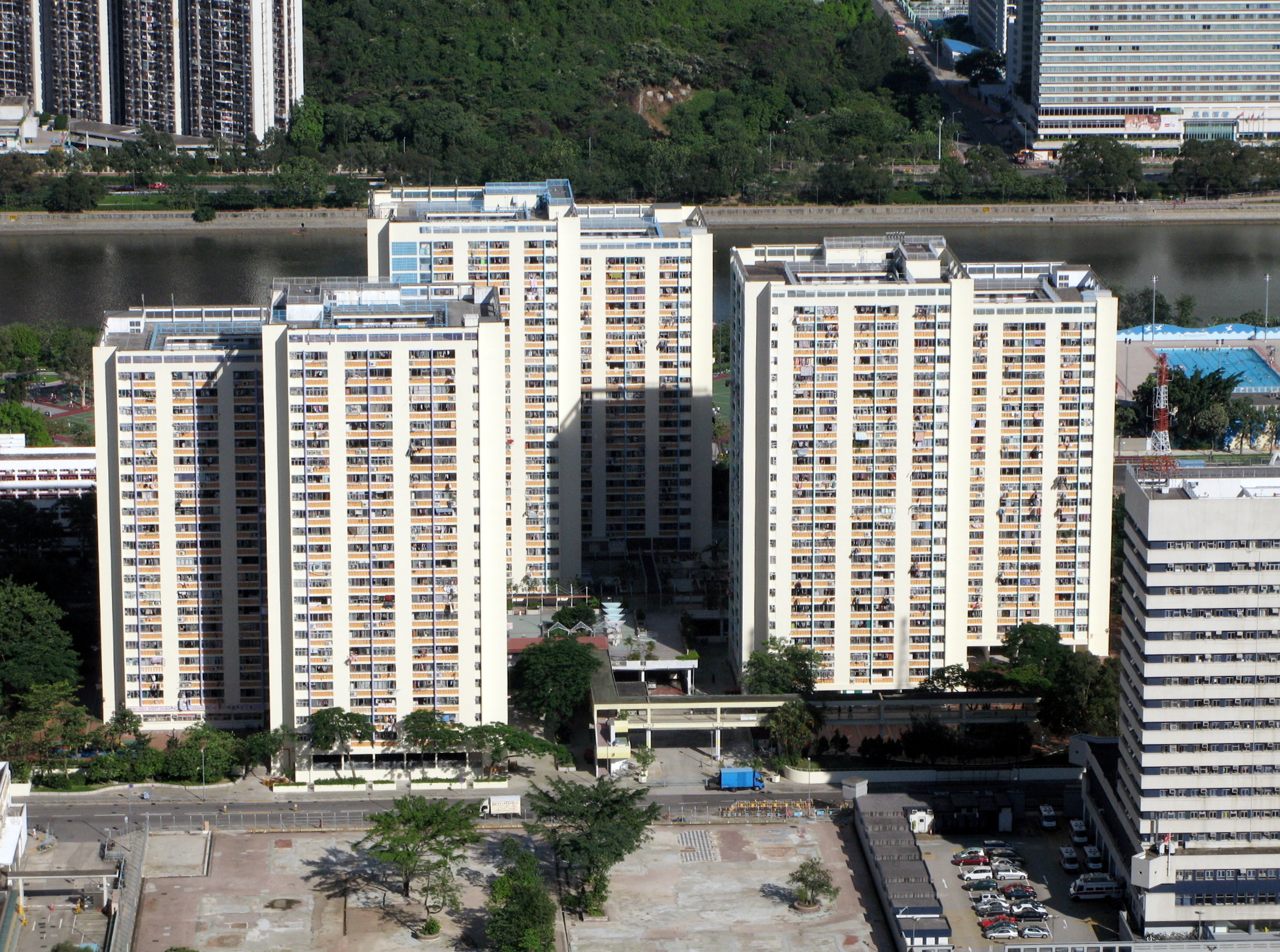
禾輋邨內的雙塔式樓宇（2008年7月）
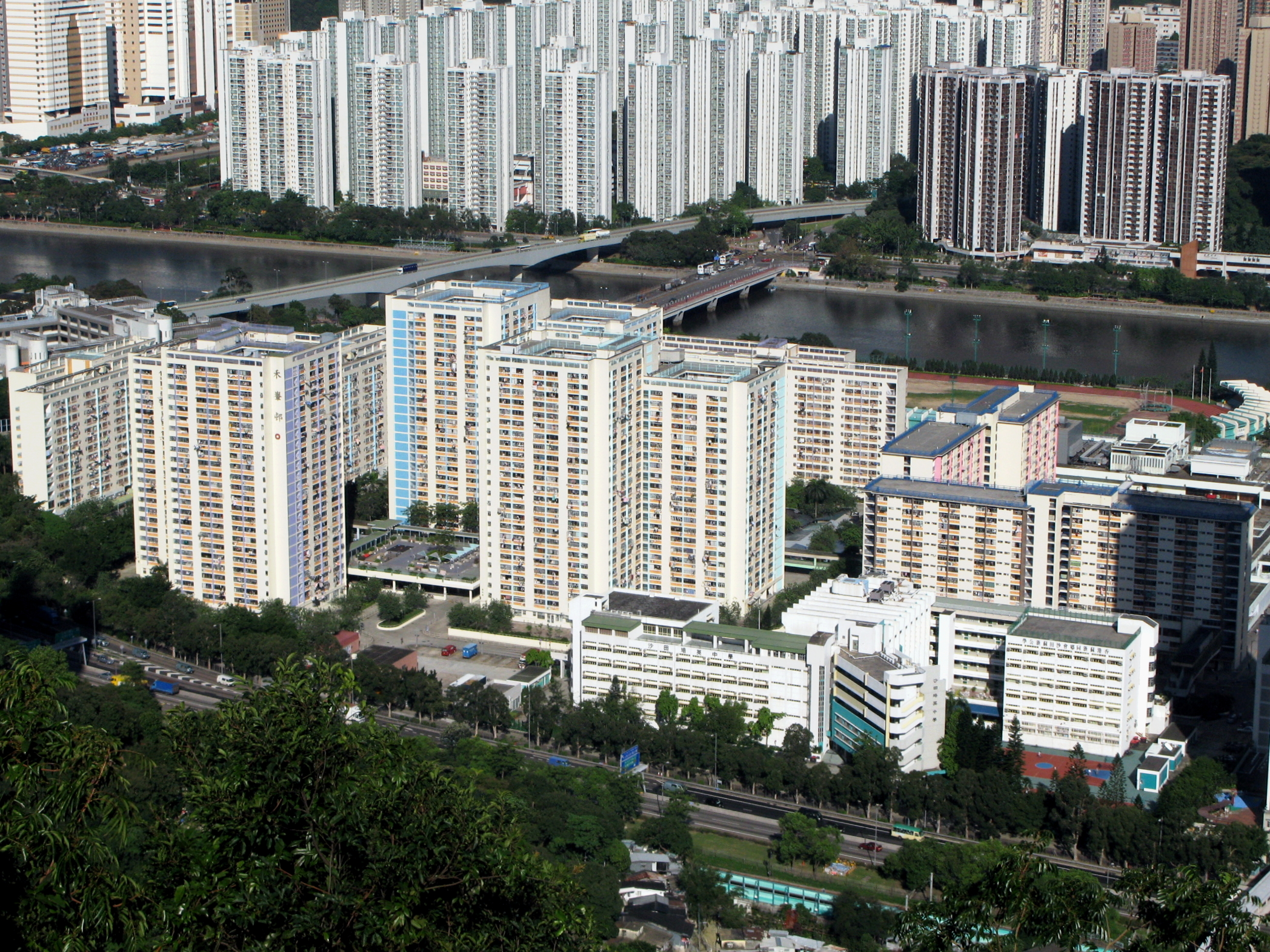
另一角度眺望禾輋邨內的雙塔式樓宇（2008年7月）
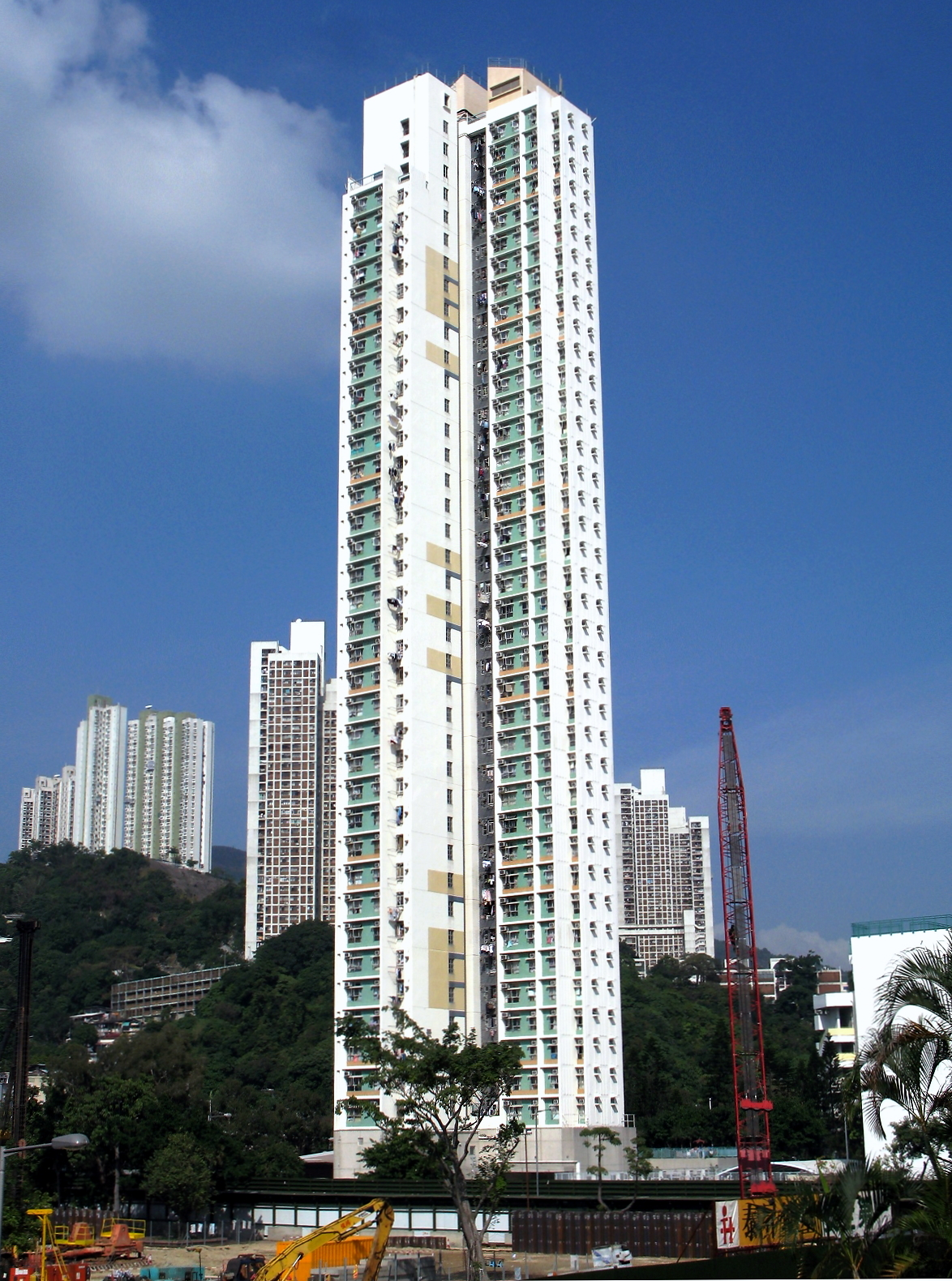
禾輋邨第十三座 - 景和樓（2009年12月）

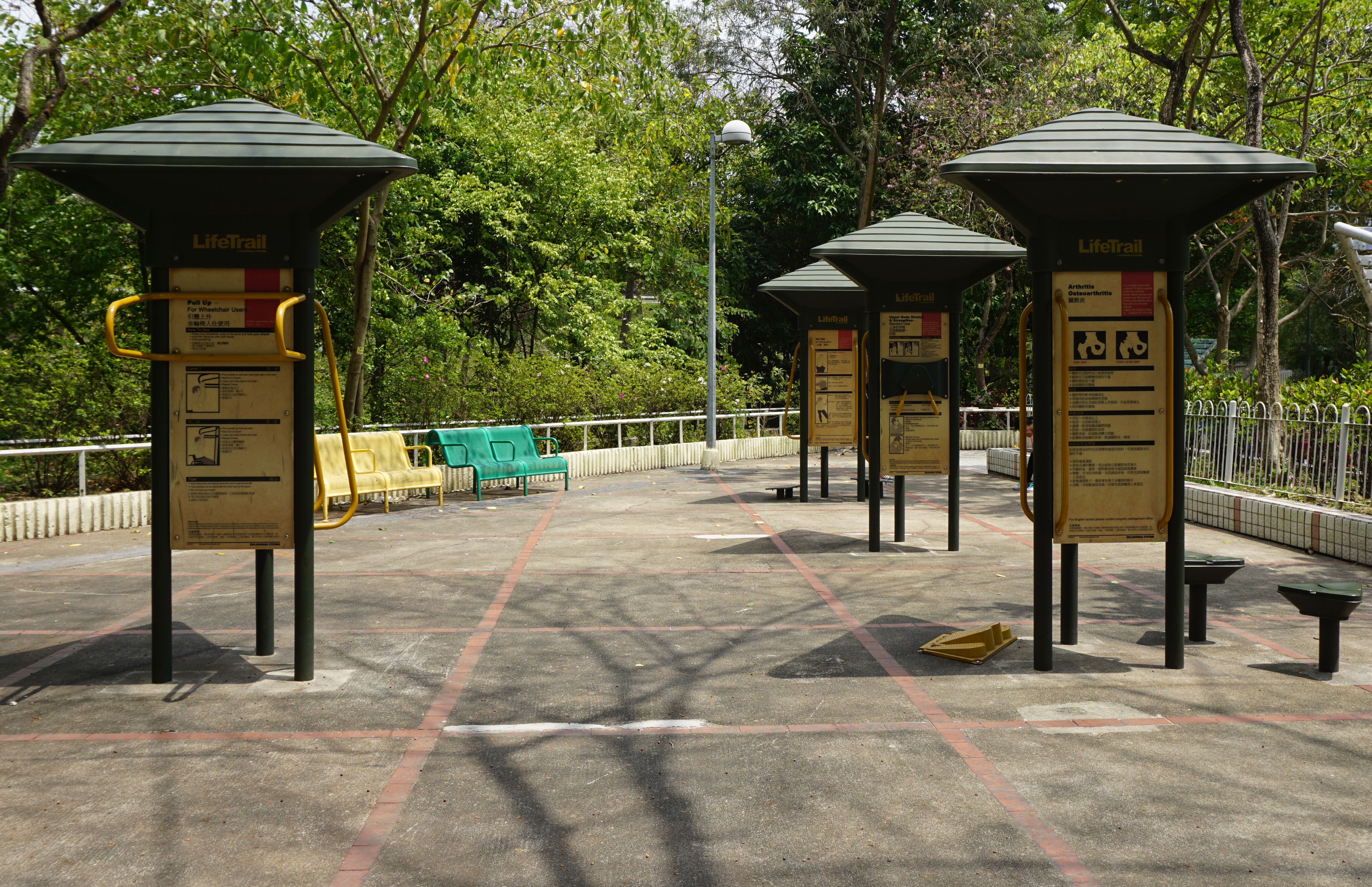
健體區（2）
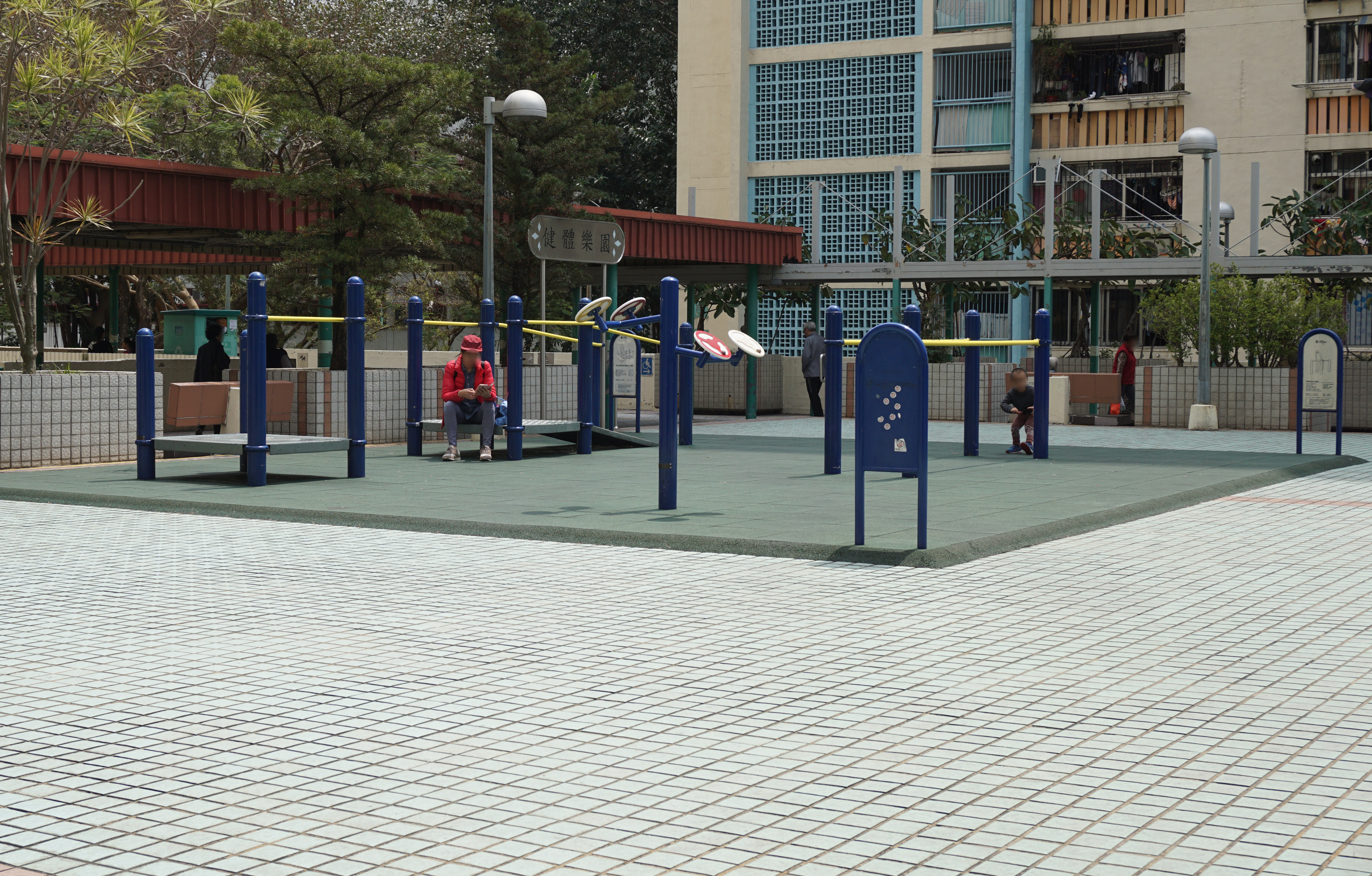
健體區（3）
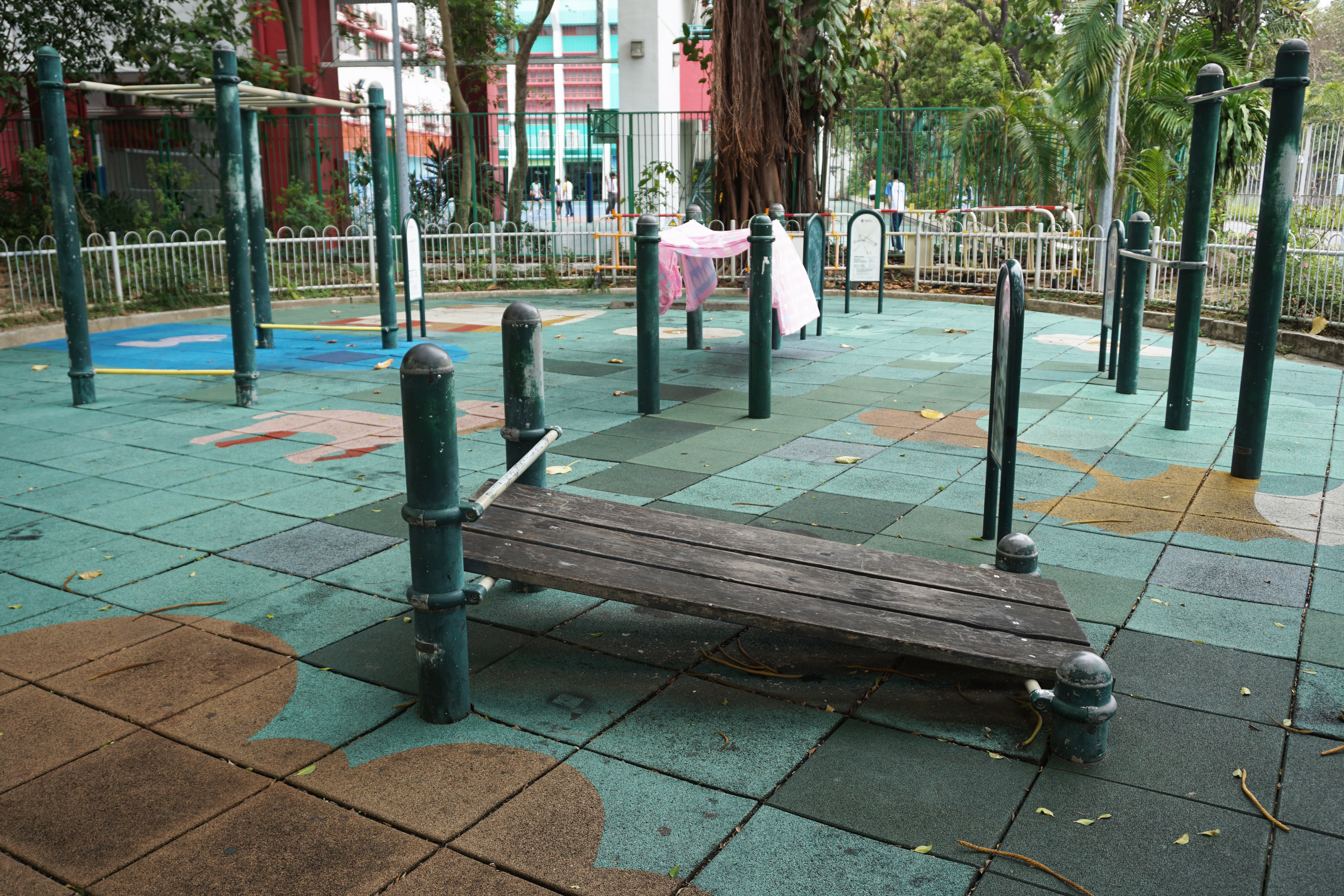
健體區（4）
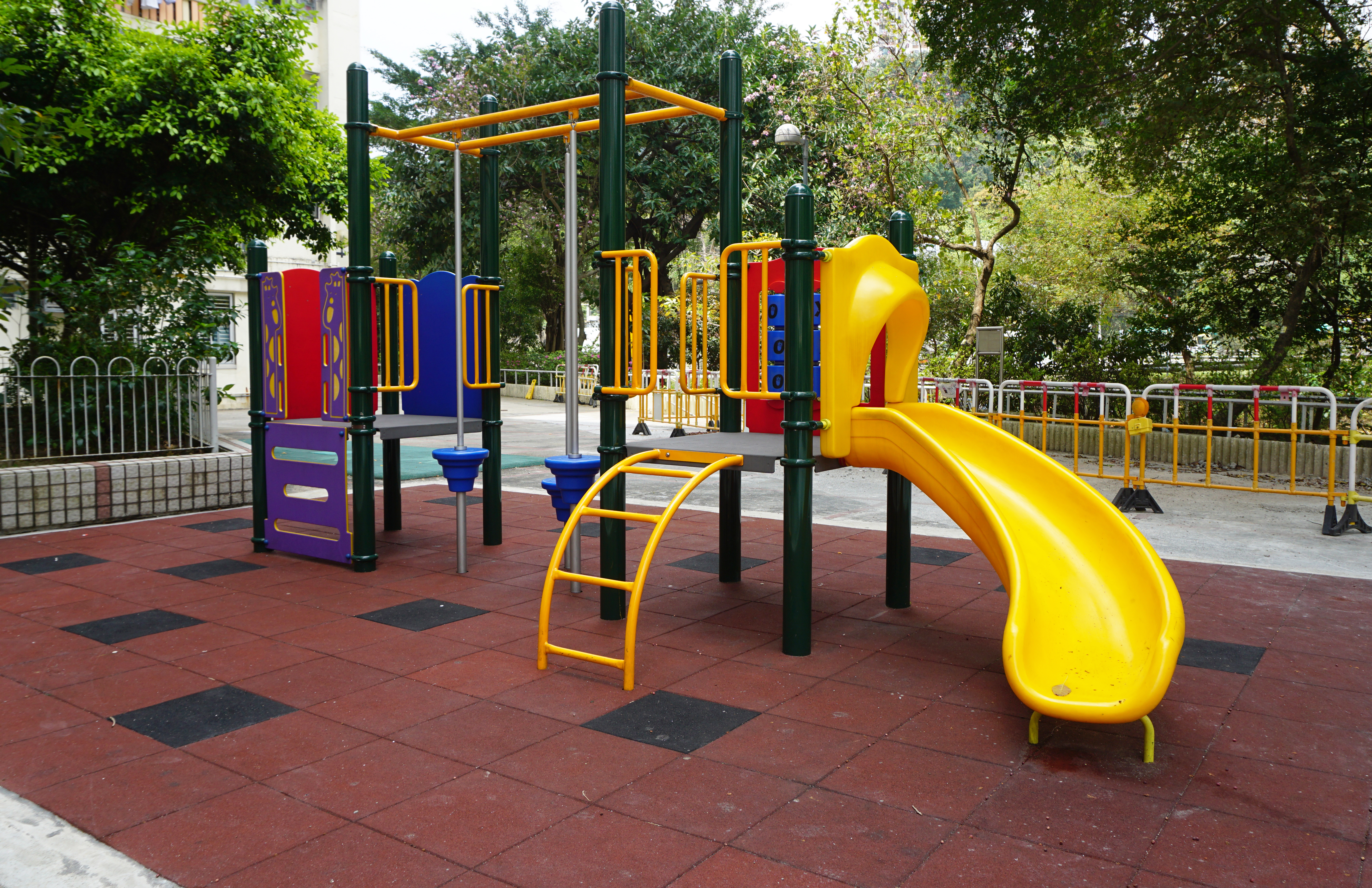
兒童遊樂場（2）
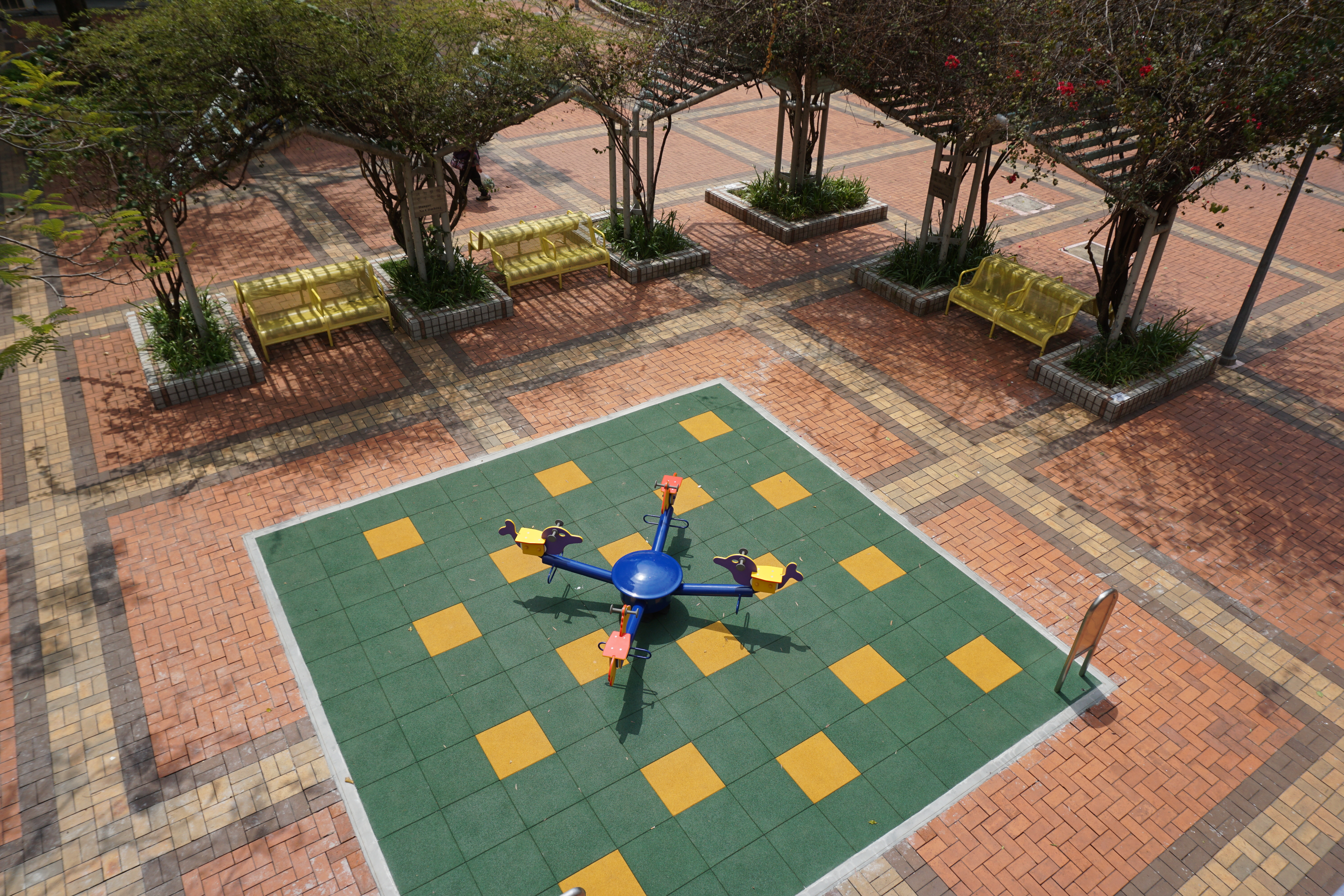
兒童遊樂場（3）及休憩區
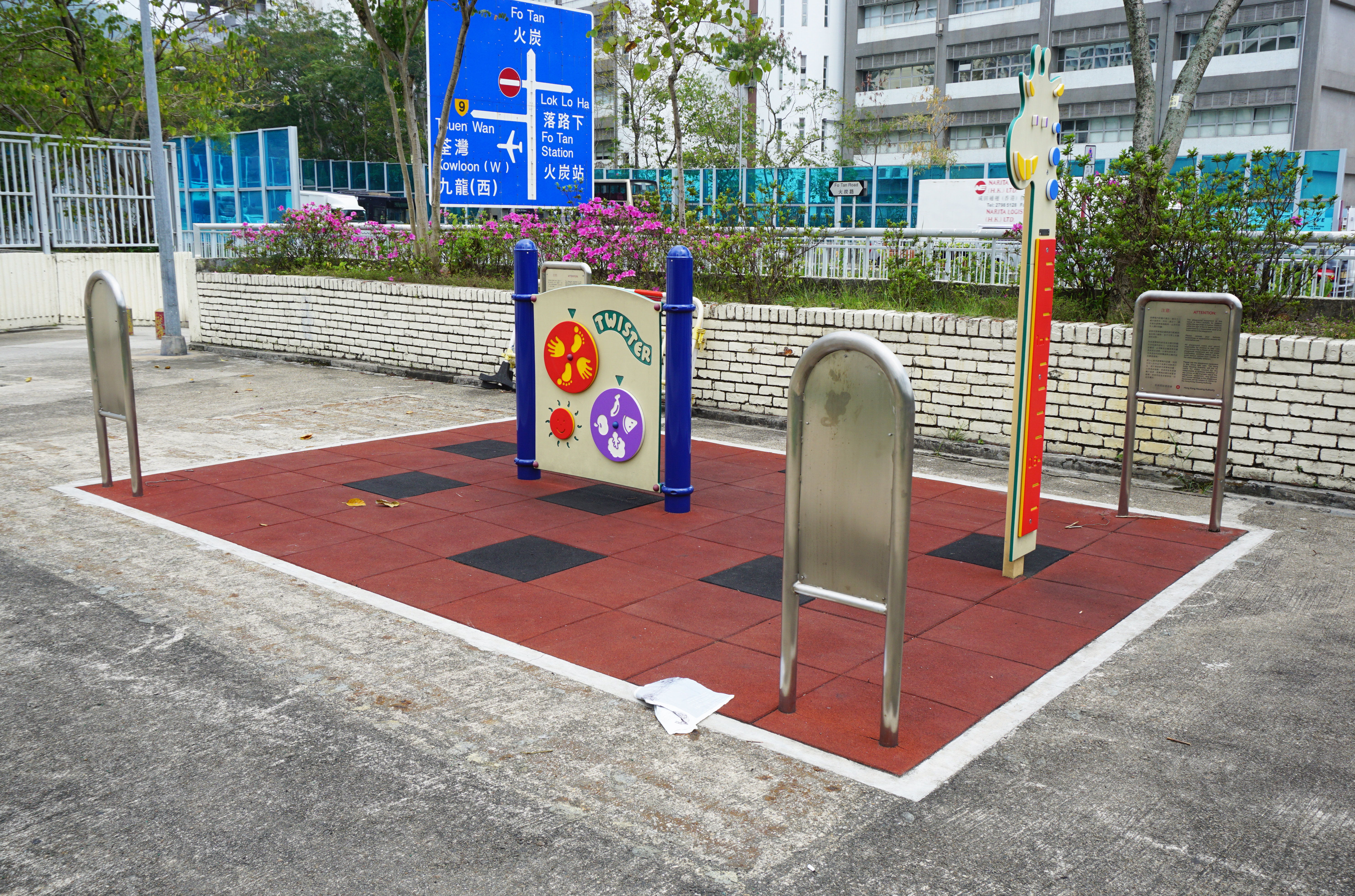
兒童遊樂場（4）

## 教育及福利設施

### 中學
- 聖公會曾肇添中學（1978年創辦）
- 沙田蘇浙公學（1978年創辦）
- 沙田培英中學（1978年創辦）

### 小學
- 天主教聖華學校 （页面存档备份，存于）（1951年創辦，1977年自薄扶林遷入）
- 基督教香港信義會禾輋信義學校（1950年創辦，1979年自沙田墟遷入，將再遷往博康邨）

### 幼稚園
- 東華三院廖恩德紀念幼稚園 （页面存档备份，存于）（1980年創辦）（位於美和樓地下）
- 救世軍禾輋幼兒學校 （页面存档备份，存于）（1980年創辦）（位於德和樓地下101至114號）
- 聖公會靈風堂禾輋幼稚園 （页面存档备份，存于）（1991年創辦）（位於順和樓118-129地下）

### 特殊學校
- 香港耀能協會高福耀紀念學校 （页面存档备份，存于）（1967年創辦，1979年自舊英軍醫院遷入）

### 家舍/宿舍
- 扶康會禾輋成人訓練中心 （页面存档备份，存于）（1996年創辦）（位於泰和樓地下）

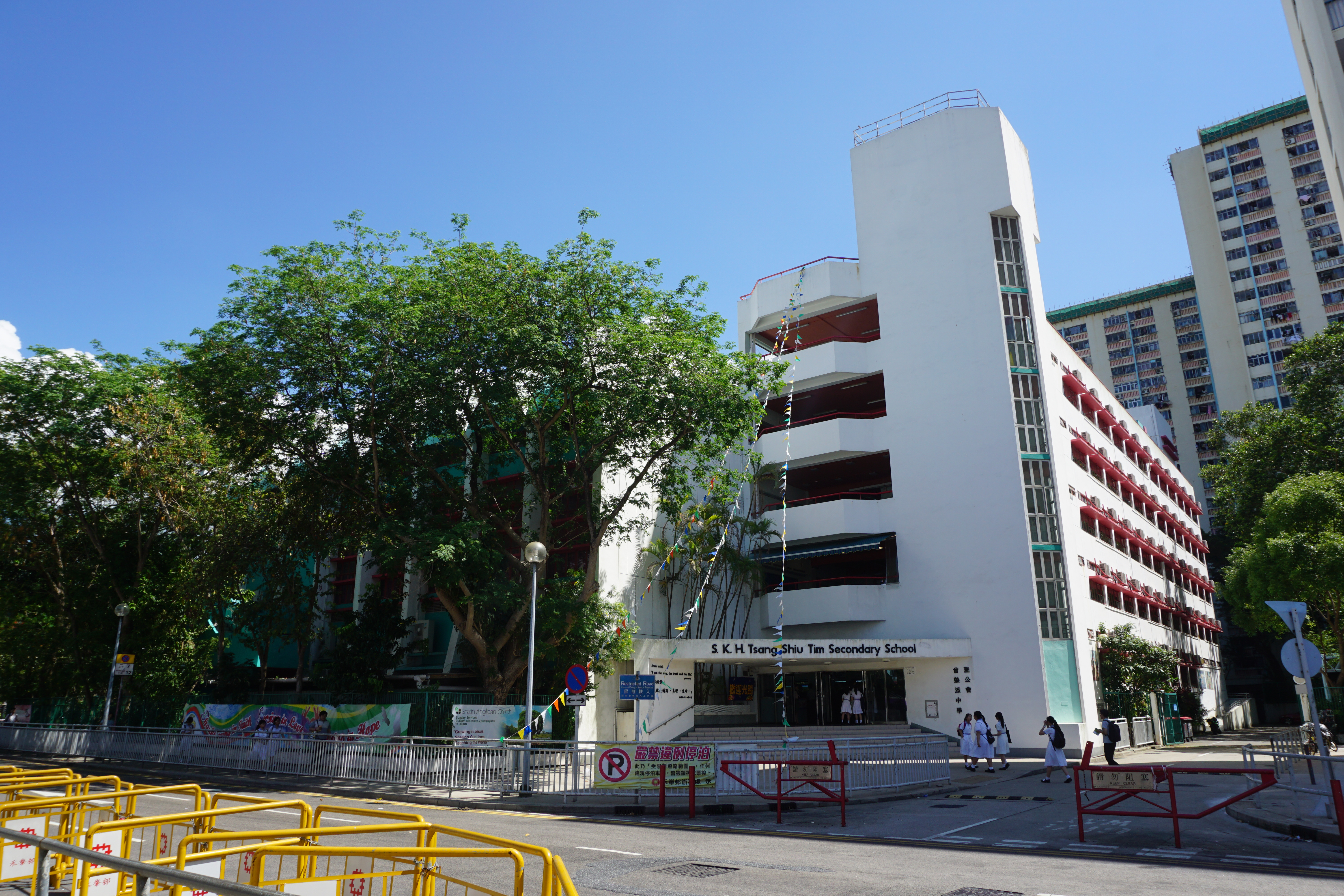
聖公會曾肇添中學
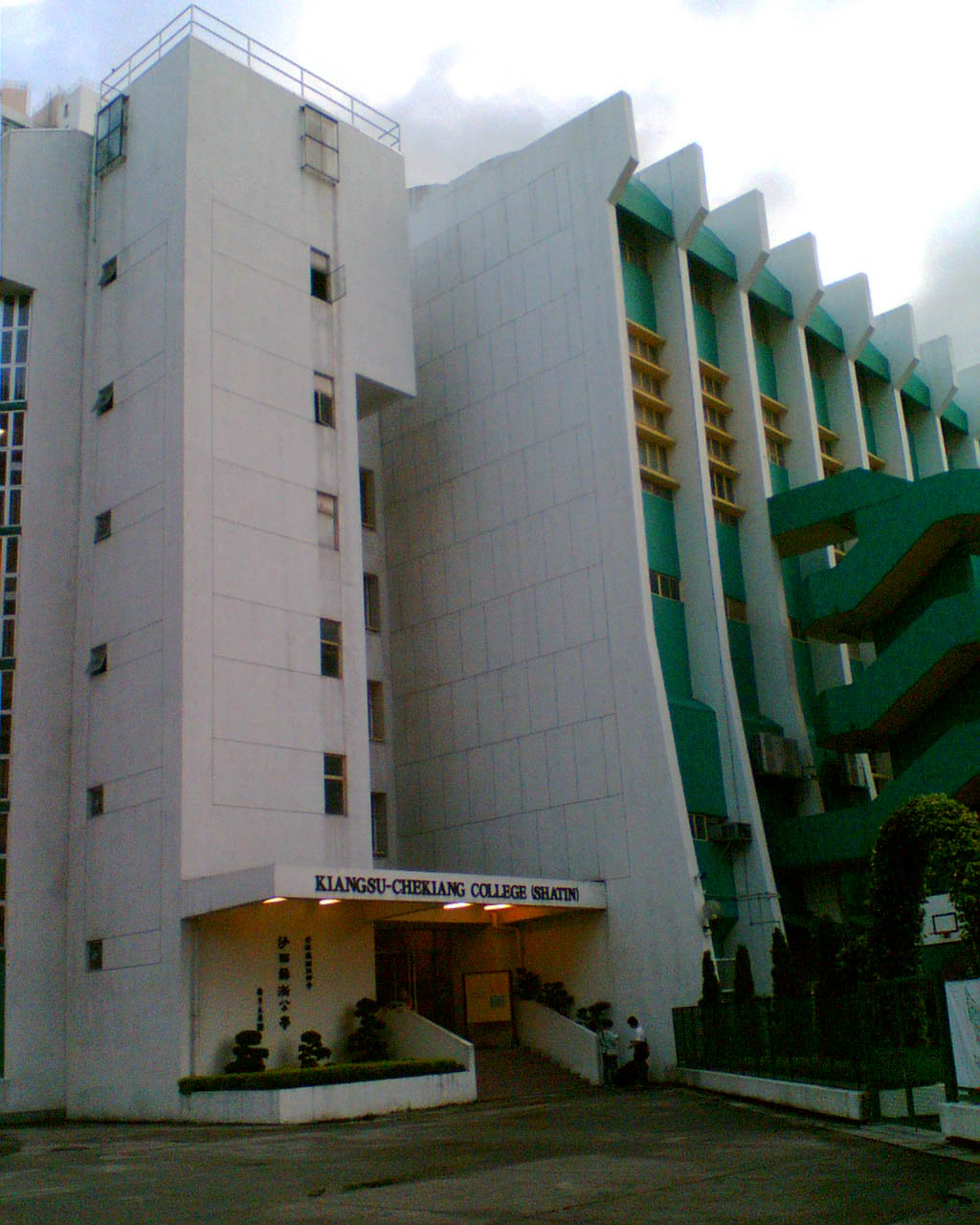
沙田蘇浙公學
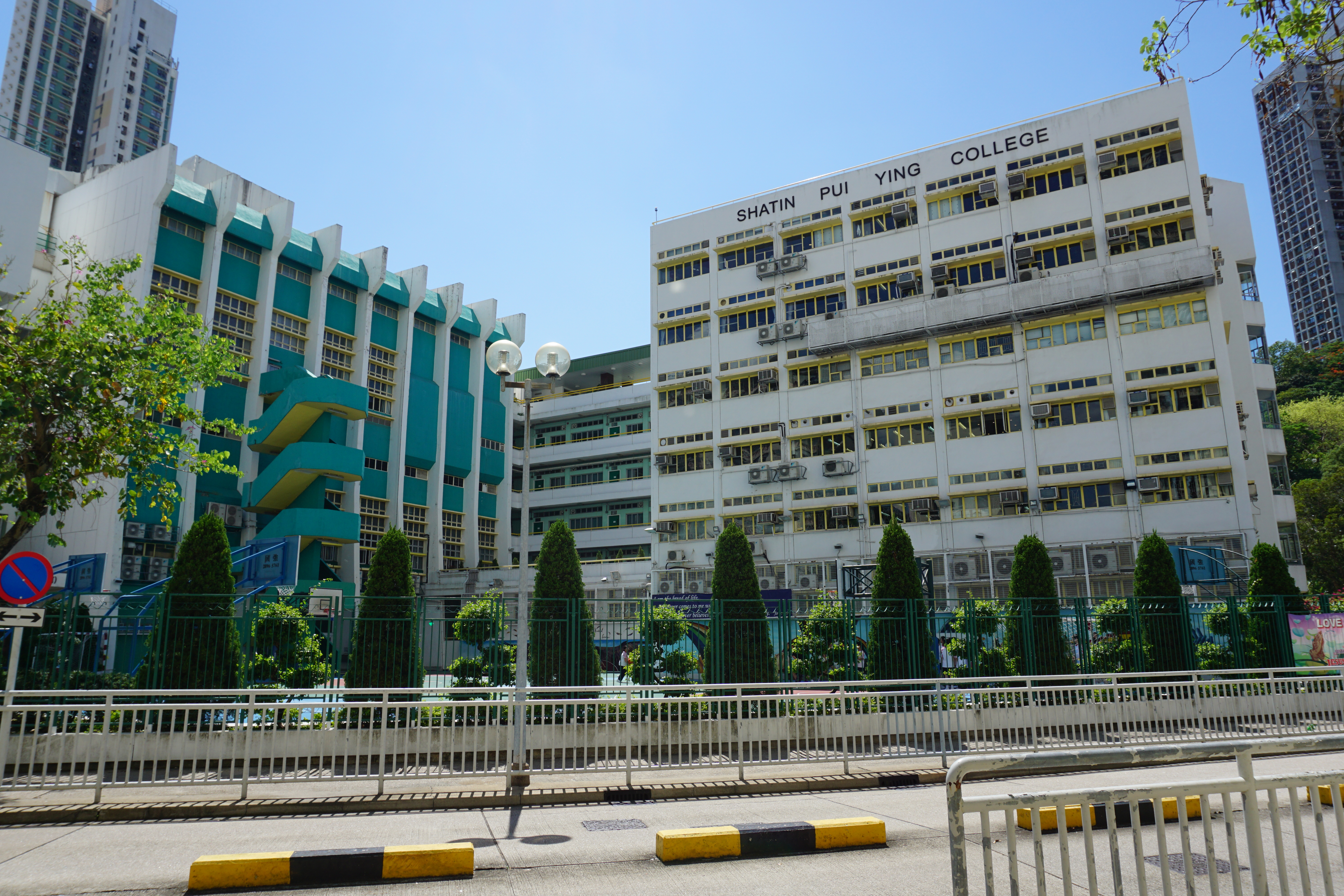
沙田培英中學
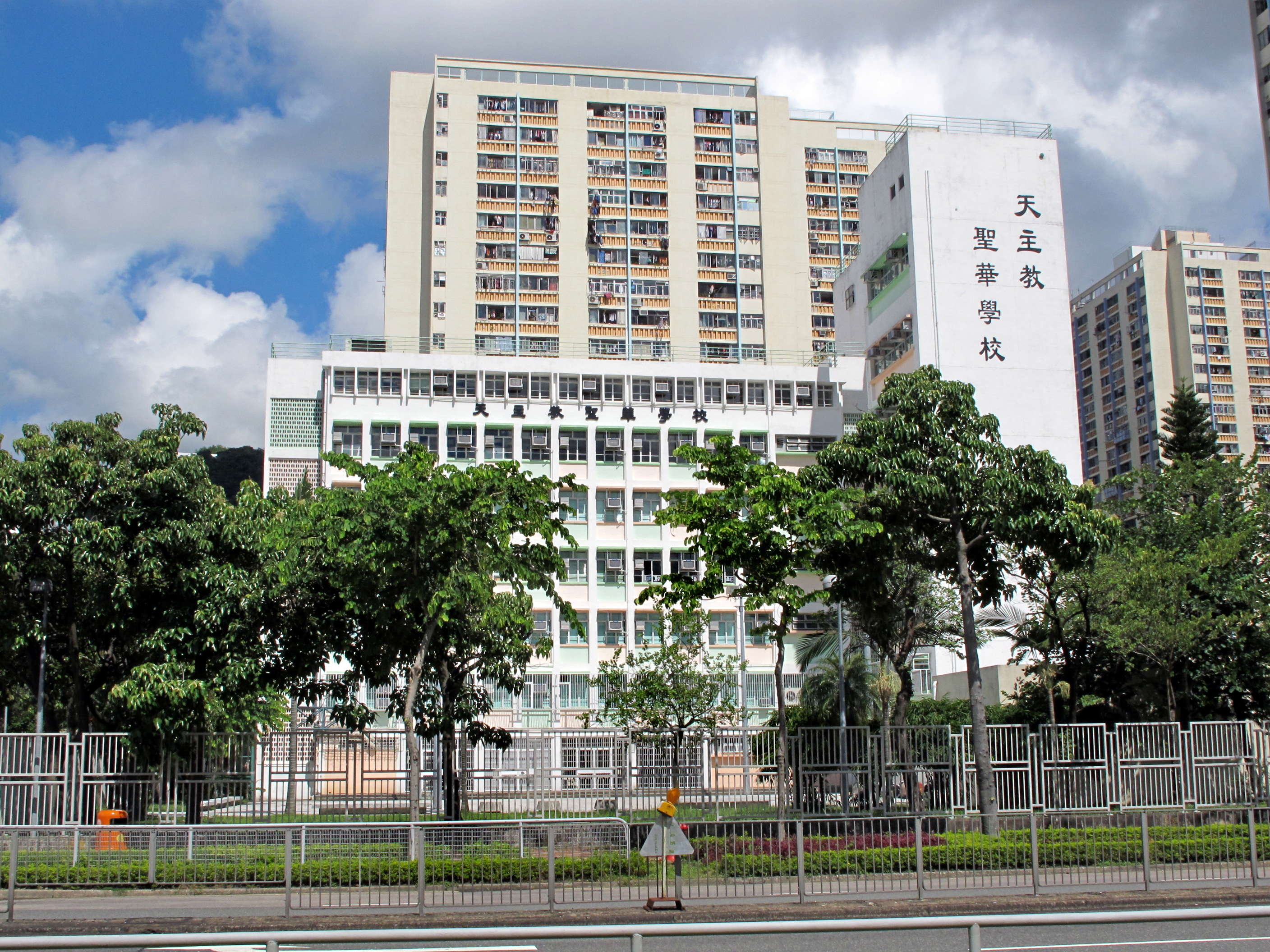
天主教聖華學校
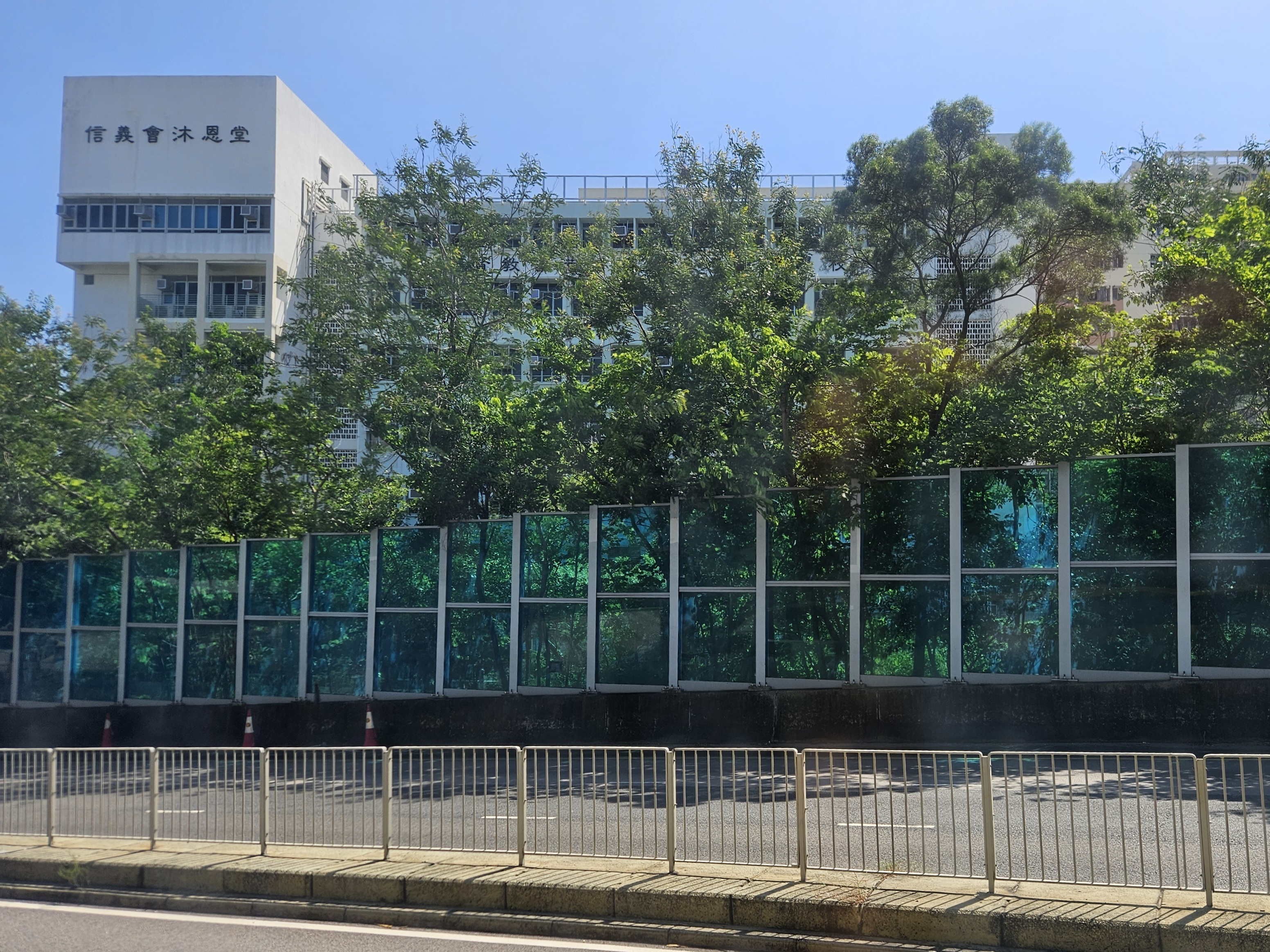
基督教香港信義會禾輋信義學校
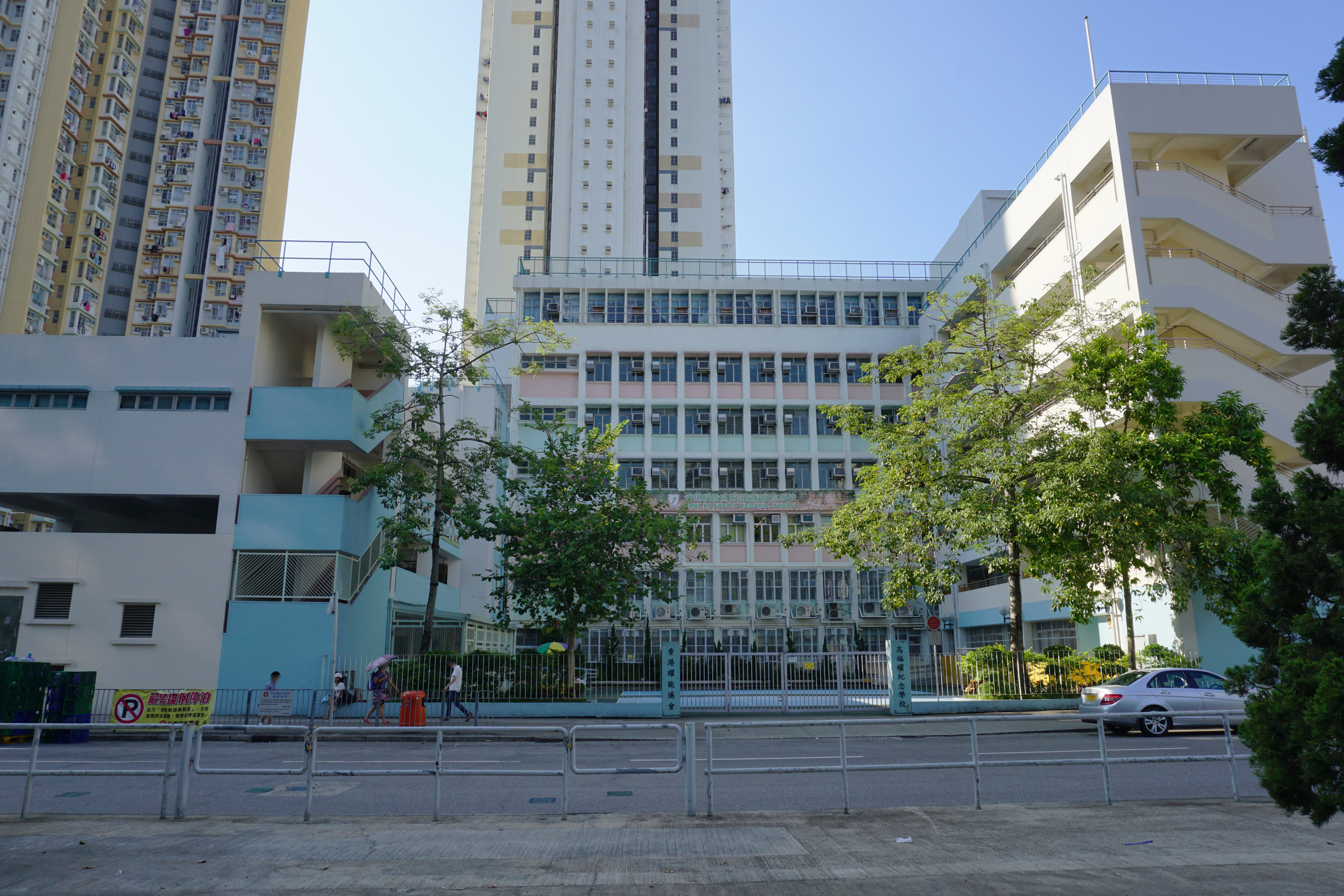
香港耀能協會高福耀紀念學校

## 商業設施

### 禾輋廣場
禾輋商場早已在落成時設有冷氣，1980年1月12日吉利市百貨公司在此開業，樓高3層，1986年6月初吉利市全線結業，後來宜家傢俬更在該處開設2層高的專門店，1997年10月搬遷至新城市中央廣場才結業，後來變更為實惠家居專門店。
在2005年9月，有報導指屋邨內有領展房地產信託基金移交後商場將開設新華書城，不過計劃最終未有落實。禾輋商場於2006年開始進行翻新工程，包括重新裝修3樓和2樓原本已荒廢多年的前實惠鋪位。其中三樓於2007年重新開放，部份原來於2樓的商鋪已搬到3樓。在商場地下原為街市以及部份民生商店，例如7-11便利店、1988年開業的大昌食品及郵政局等，後來原位置則由AEON租用作超級市場，於2009年6月開幕，為禾輋商場增添新氣象。2009年11月，領展於邨內的宣傳橫額中，禾輋商場已改稱禾輋廣場，租戶以時裝、超市、電器和多間食肆為主。
禾輋廣場亦於2015年9月起在3樓展開翻新工程，在同年12月完成。到2017年12月，領展決定在2018年3月前終止地下AEON超級市場及禾輋街市150個商戶租約，並將街市裝修後重新放租。其中AEON超級市場在同年2月28日結業，而Living Plaza by AEON並於2018年10月在3樓重開。有政黨擔心此舉影響禾輋邨長者日常生活。禾輋街市於2018年4月1日至11月中關閉翻新，同年12月重開，設80多間店舖，並新增親子主題餐廳及商店。壽司郎於2023年7月14日開業。各座3樓設有行人天橋連接商場，唯景和樓除外。

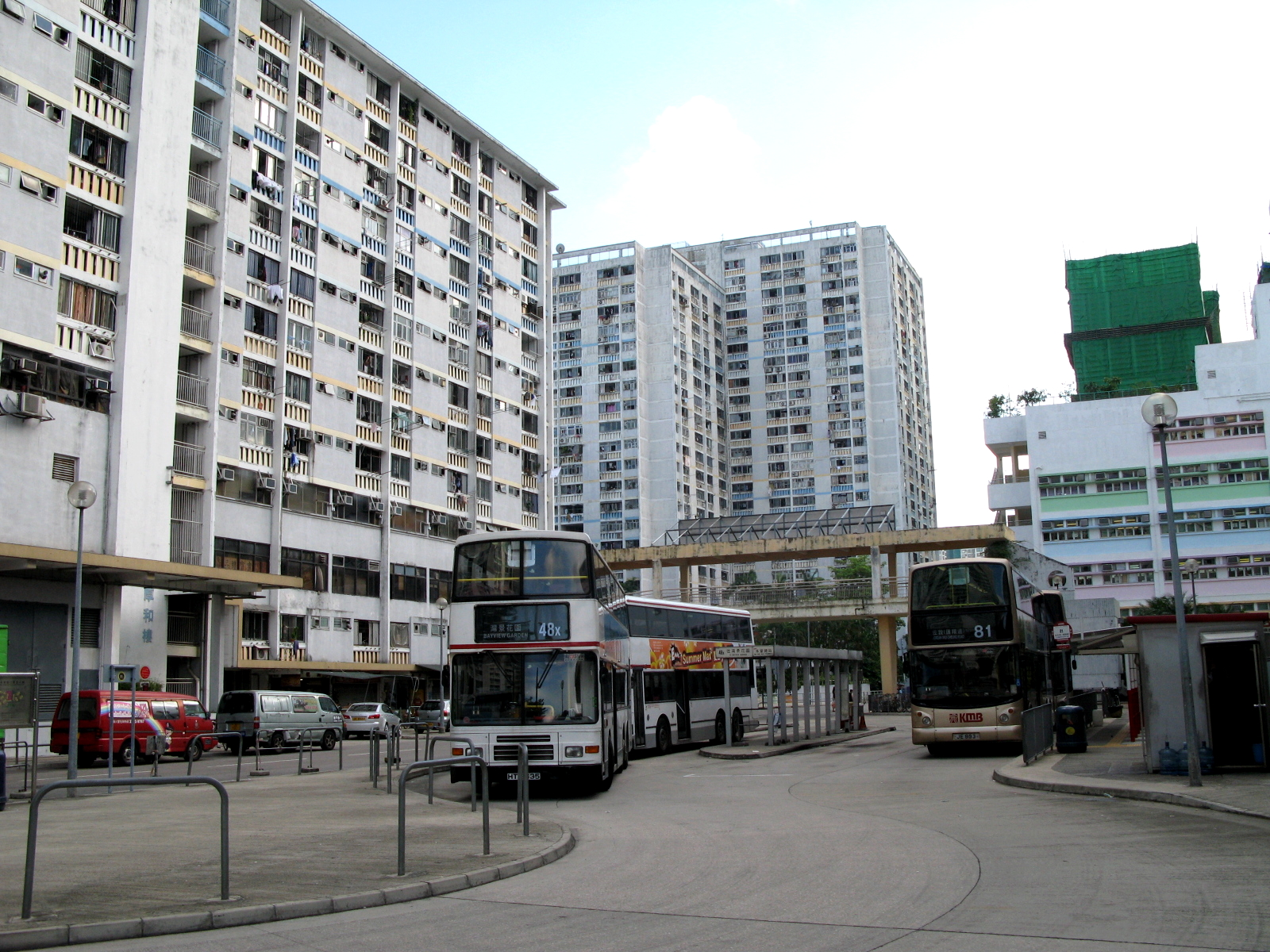
禾輋邨巴士總站
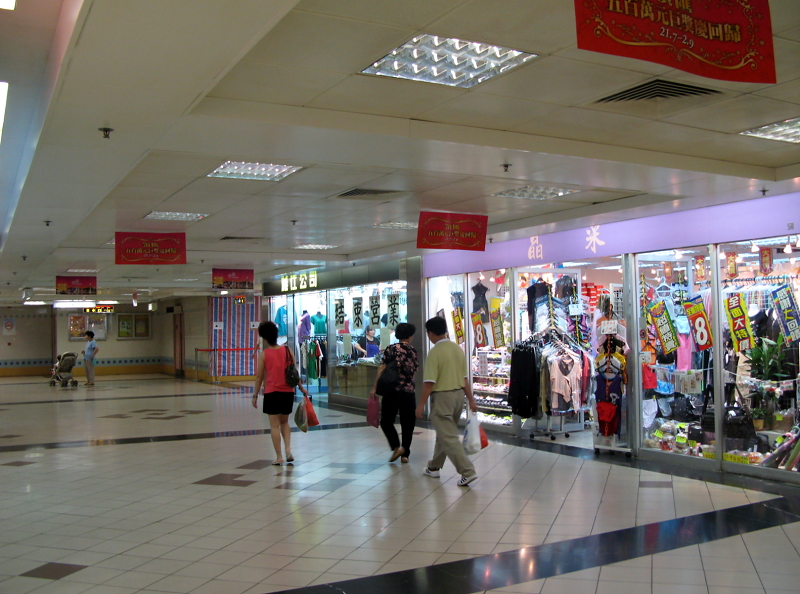
翻新前的禾輋商場（2007年）
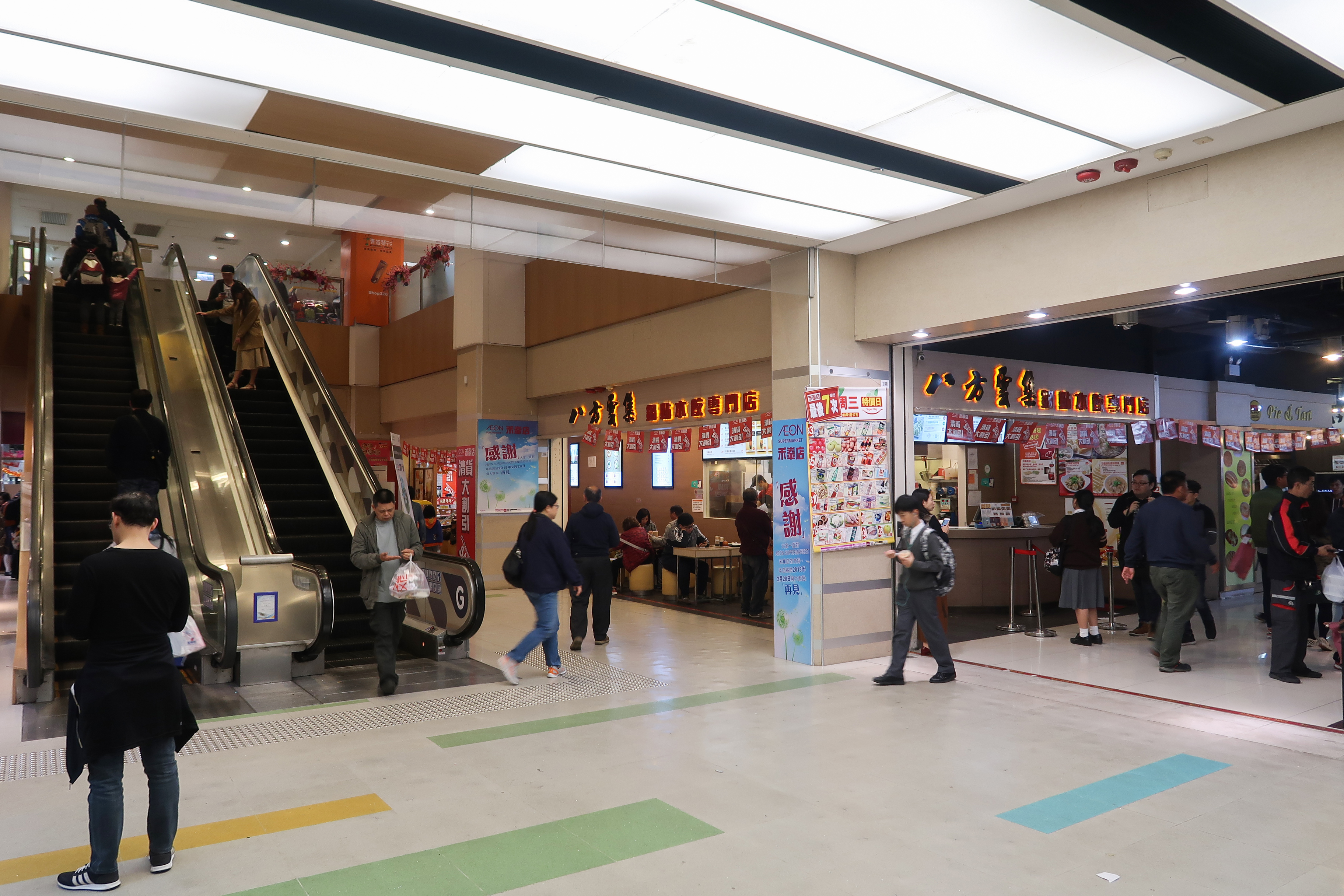
禾輋廣場地下
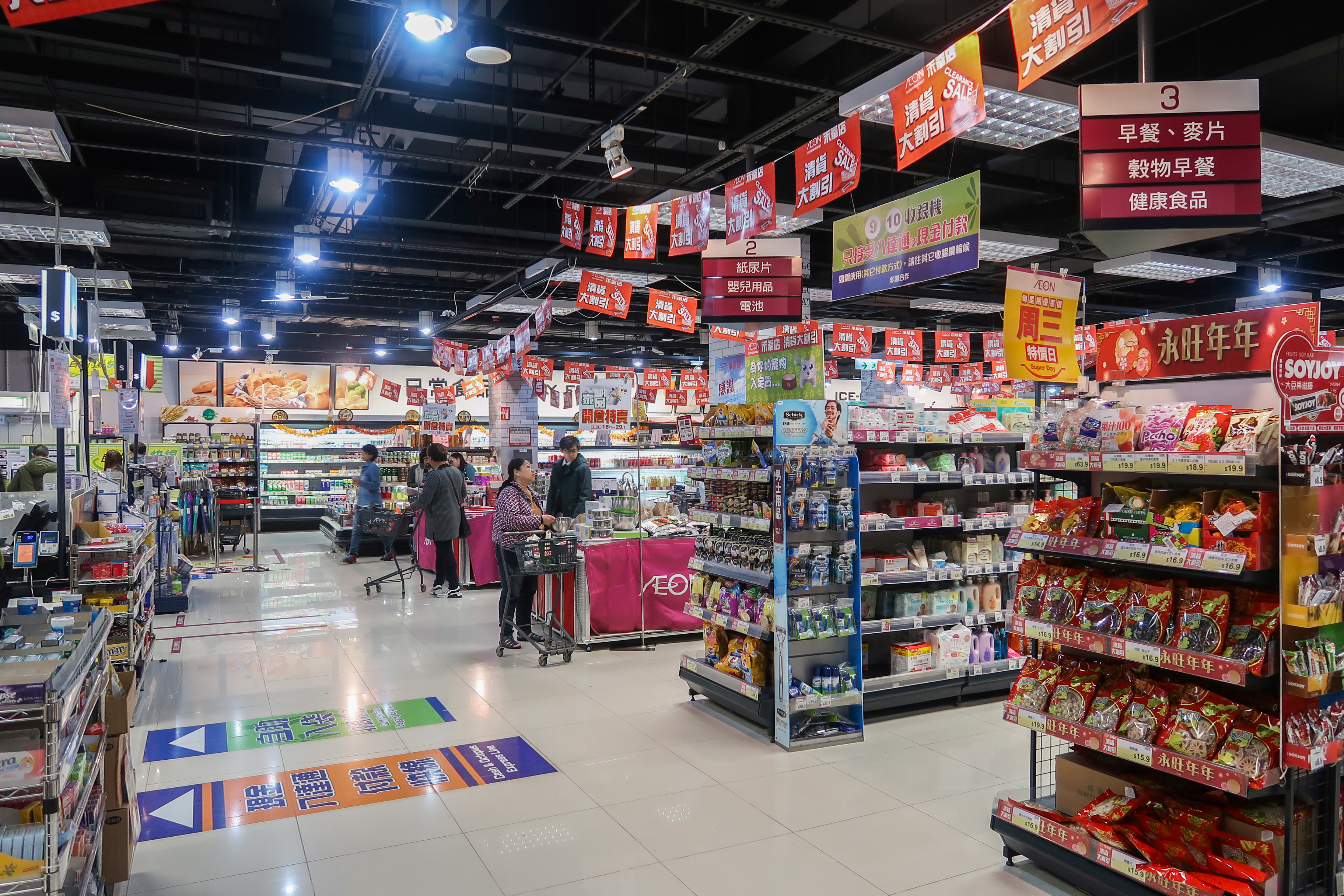
禾輋廣場地下AEON超級市場
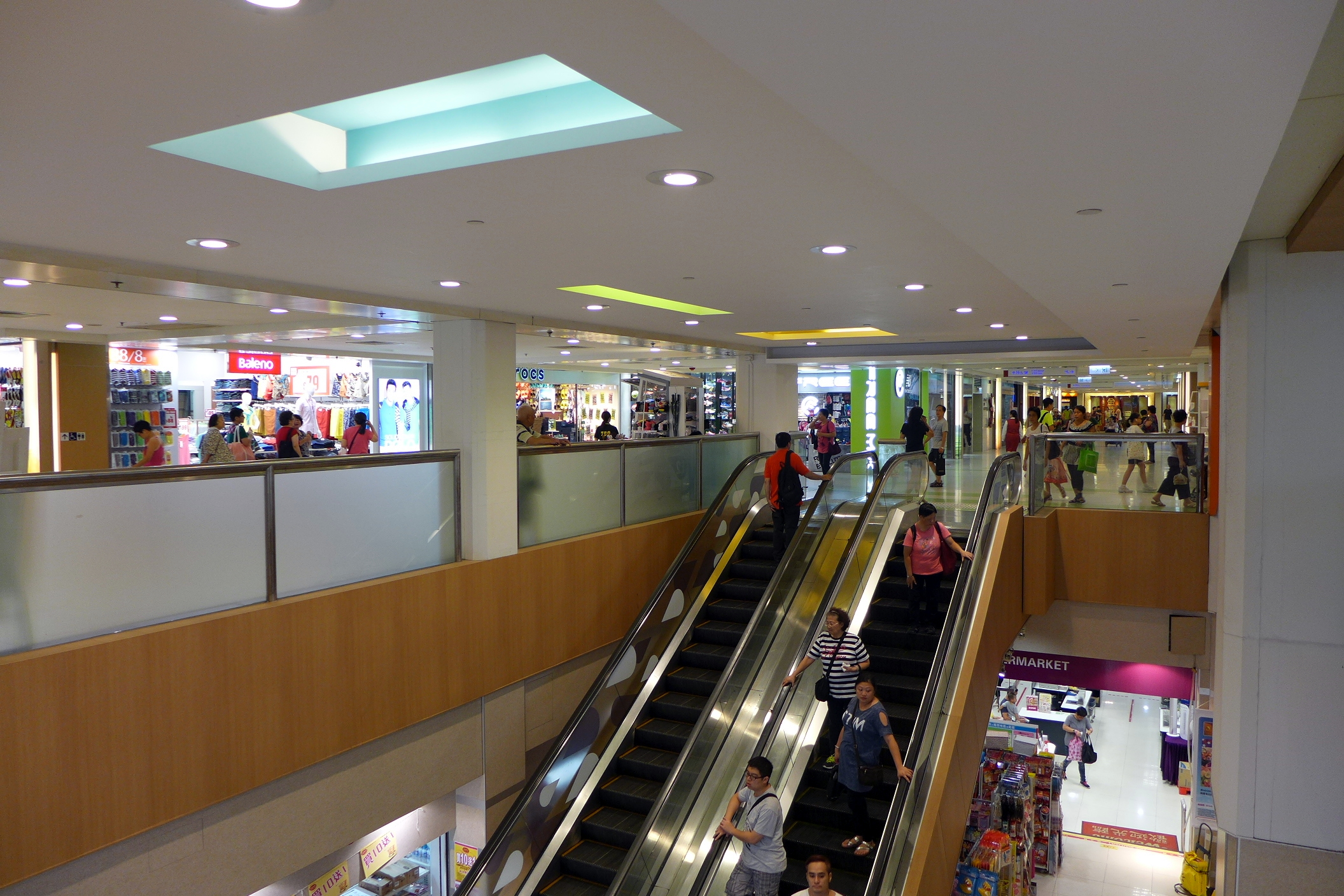
禾輋廣場入口中庭
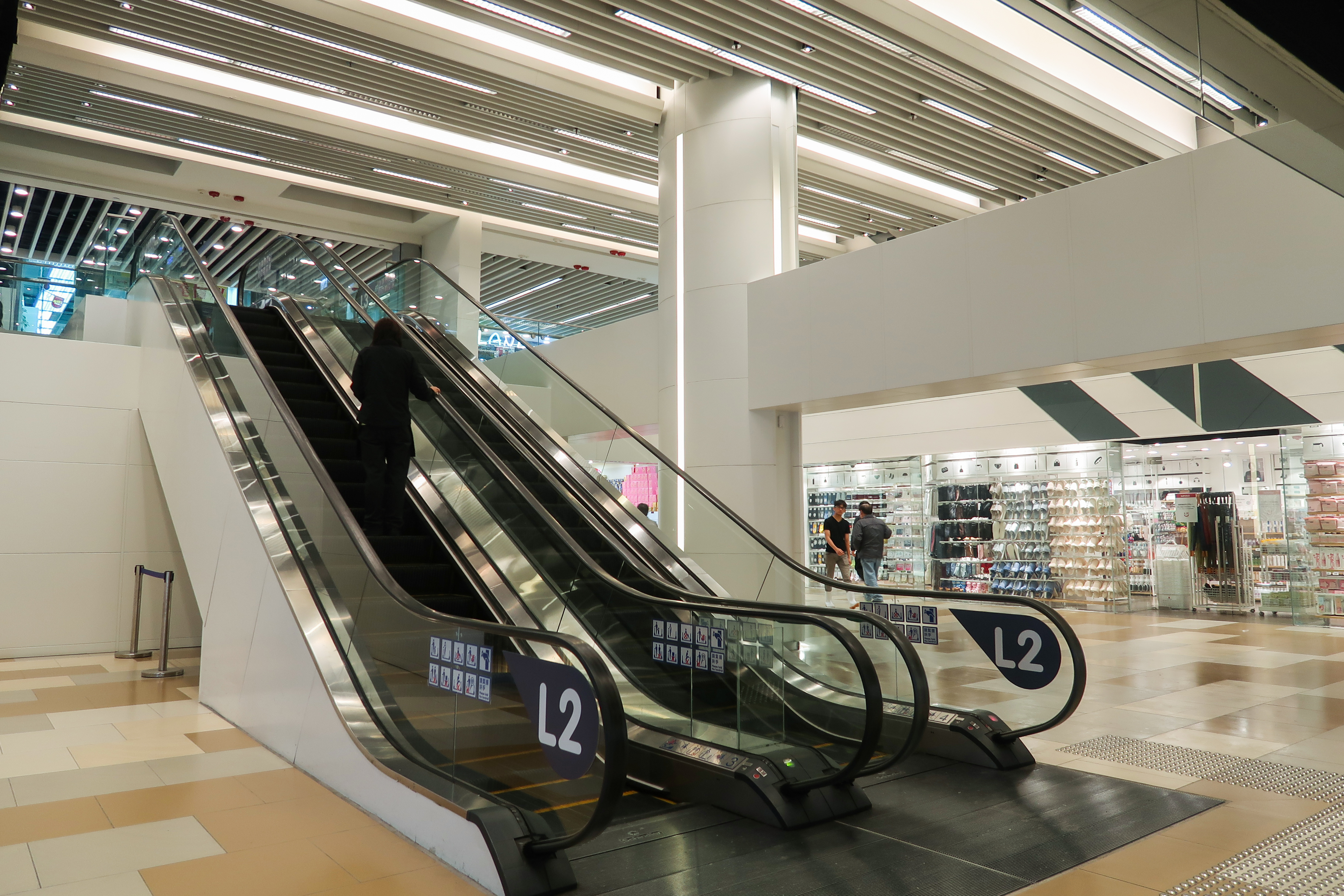
禾輋廣場2樓在2015年加設的新中庭
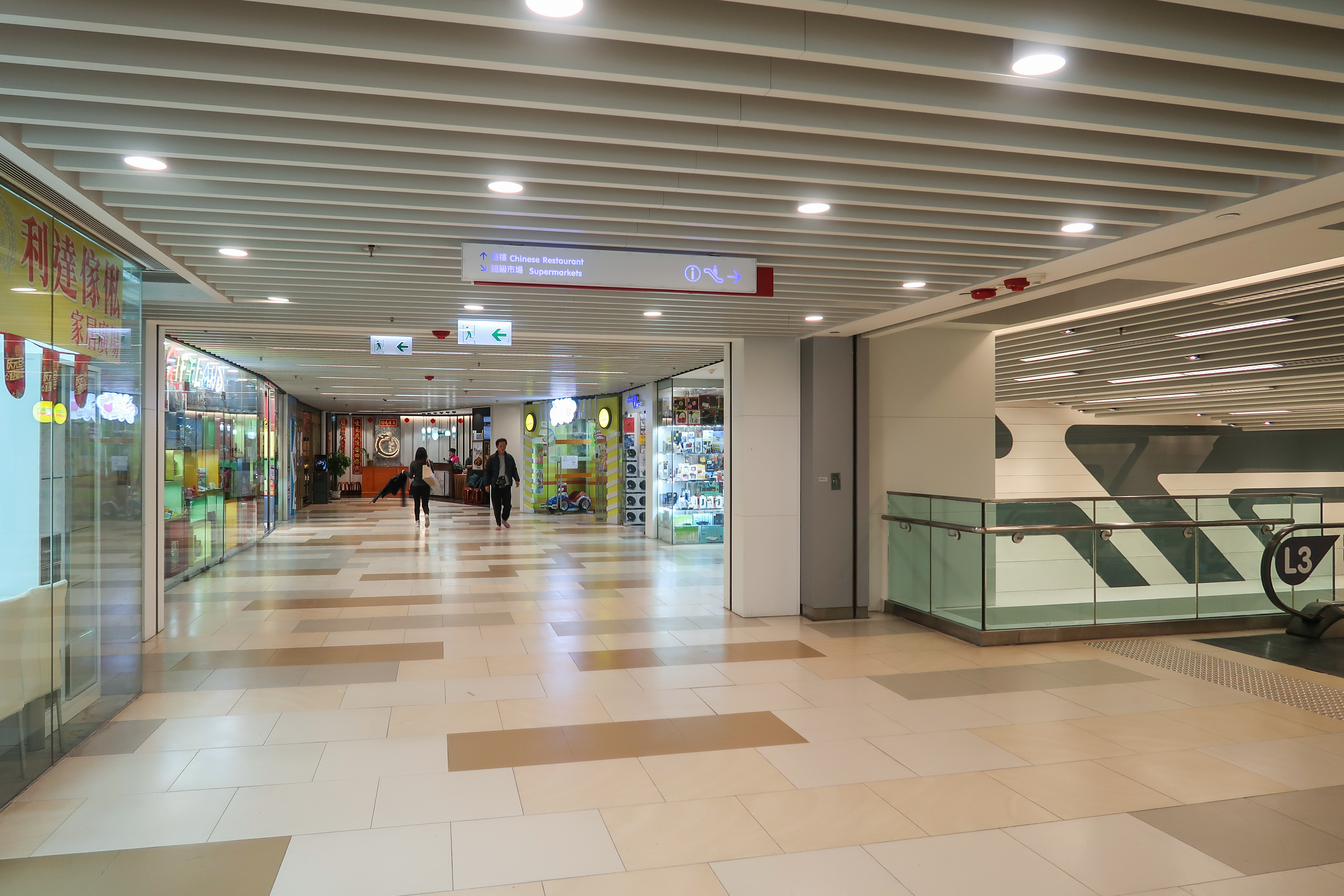
3樓商店
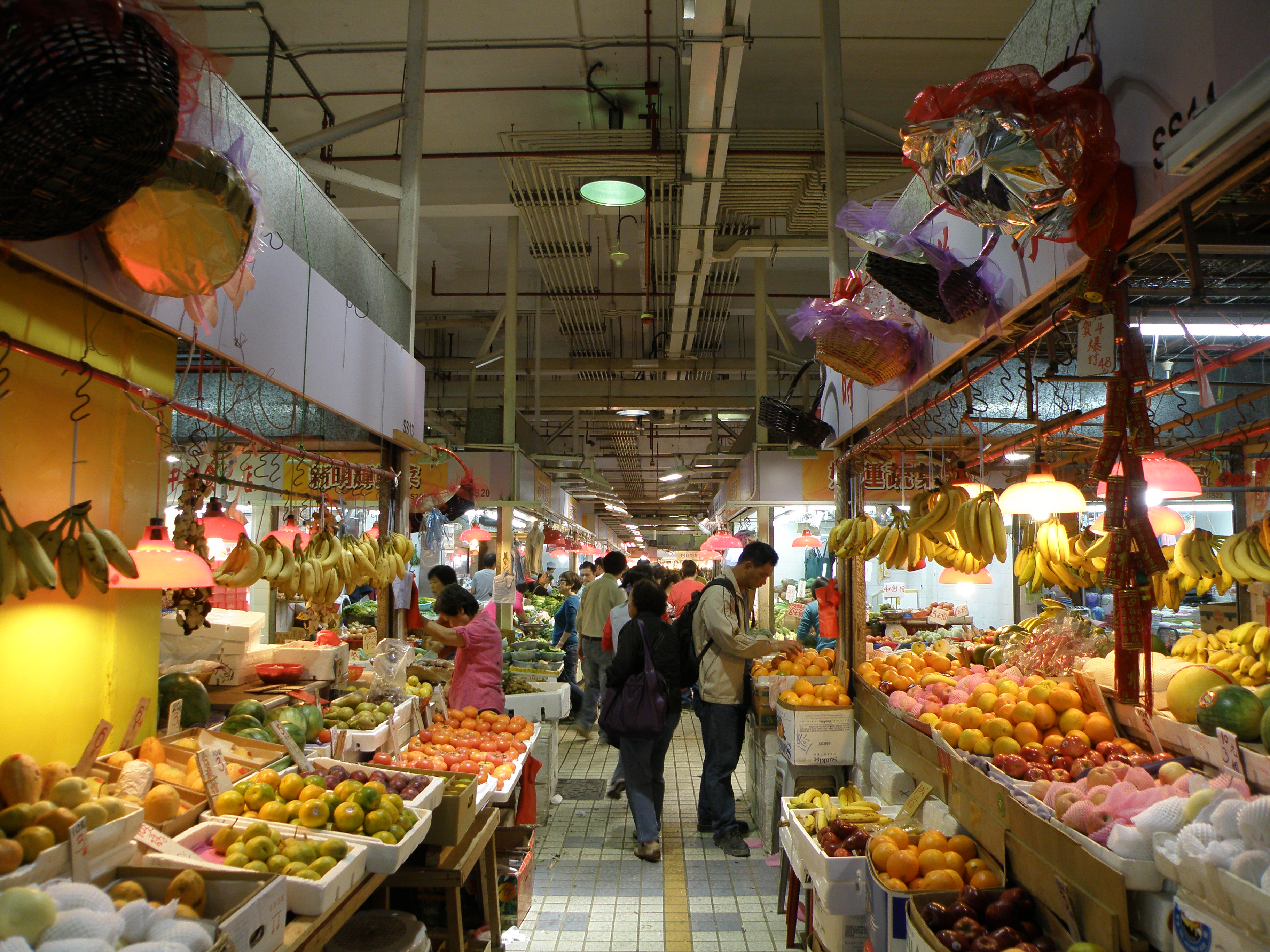
翻新前的禾輋街市

### 大牌檔
此外，街市（與厚和樓、智和樓相連）及已分拆出售移交領展房地產信託基金的禾輋商場及停車場等設施，其設於冬菇亭的熟食中心（俗稱大牌檔）在區內亦頗為著名，包括1982年開業的陳根記、樂園大排檔、新東方飲食和波記粥麵飯茶餐亭。不過到2017年12月，領展決定終止冬菇亭的租約，最快3月31日租約到期，惟陳根記獲得領展續約至2018年12月31日，於5月在大埔墟大明里以另一方式繼續營運。而禾輋邨分店在結業後遷至同區的京瑞廣場。而新東方飲食於2018年12月中遷至智和樓地下的新舖位繼續營業。
大牌檔在聖誕前夕結業，工人現正展開清拆和重建工程，翻新後將變成有冷氣的新式冬菇亭。有老街坊擔心要「捱貴飯」。

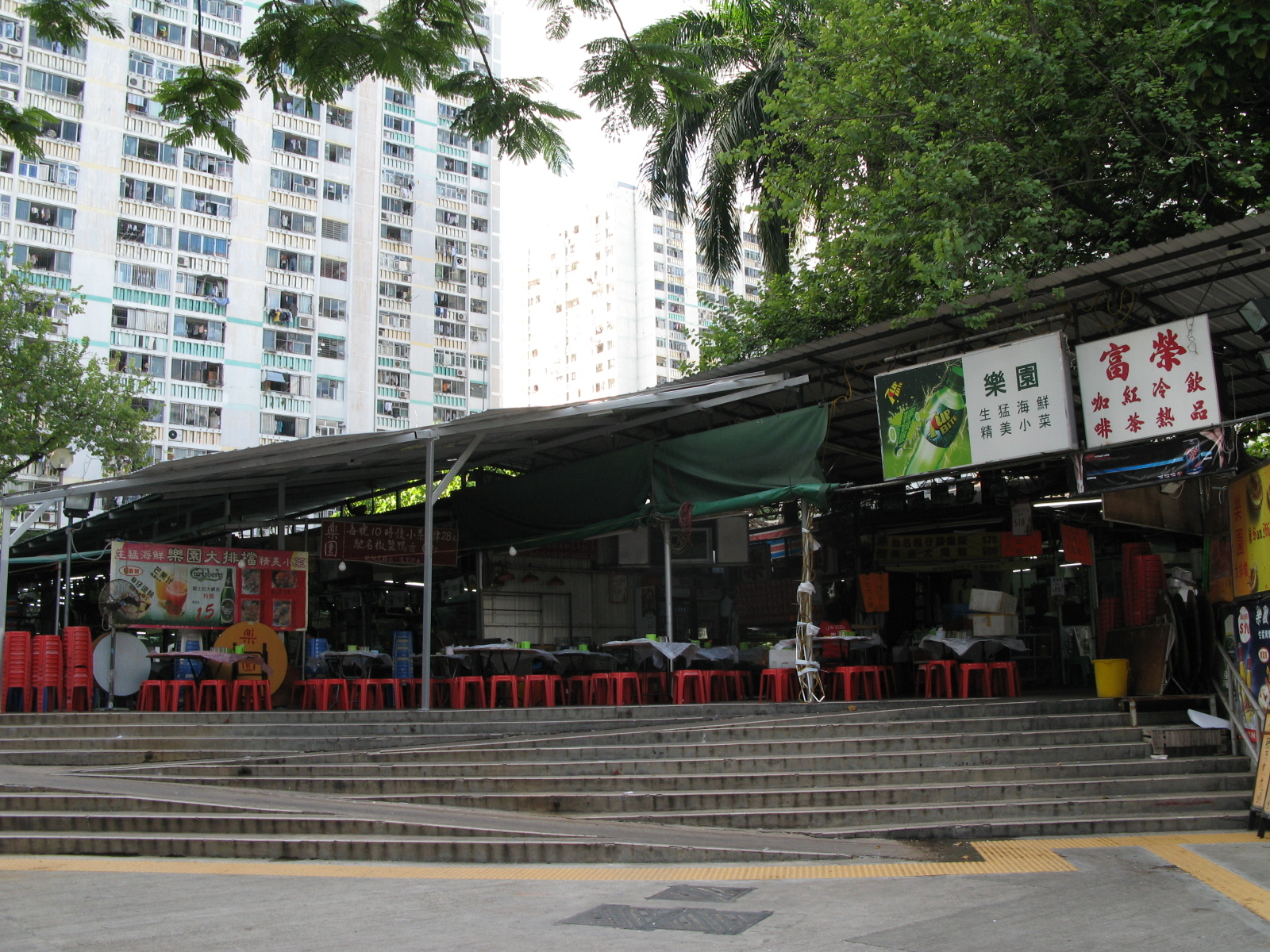
熟食中心
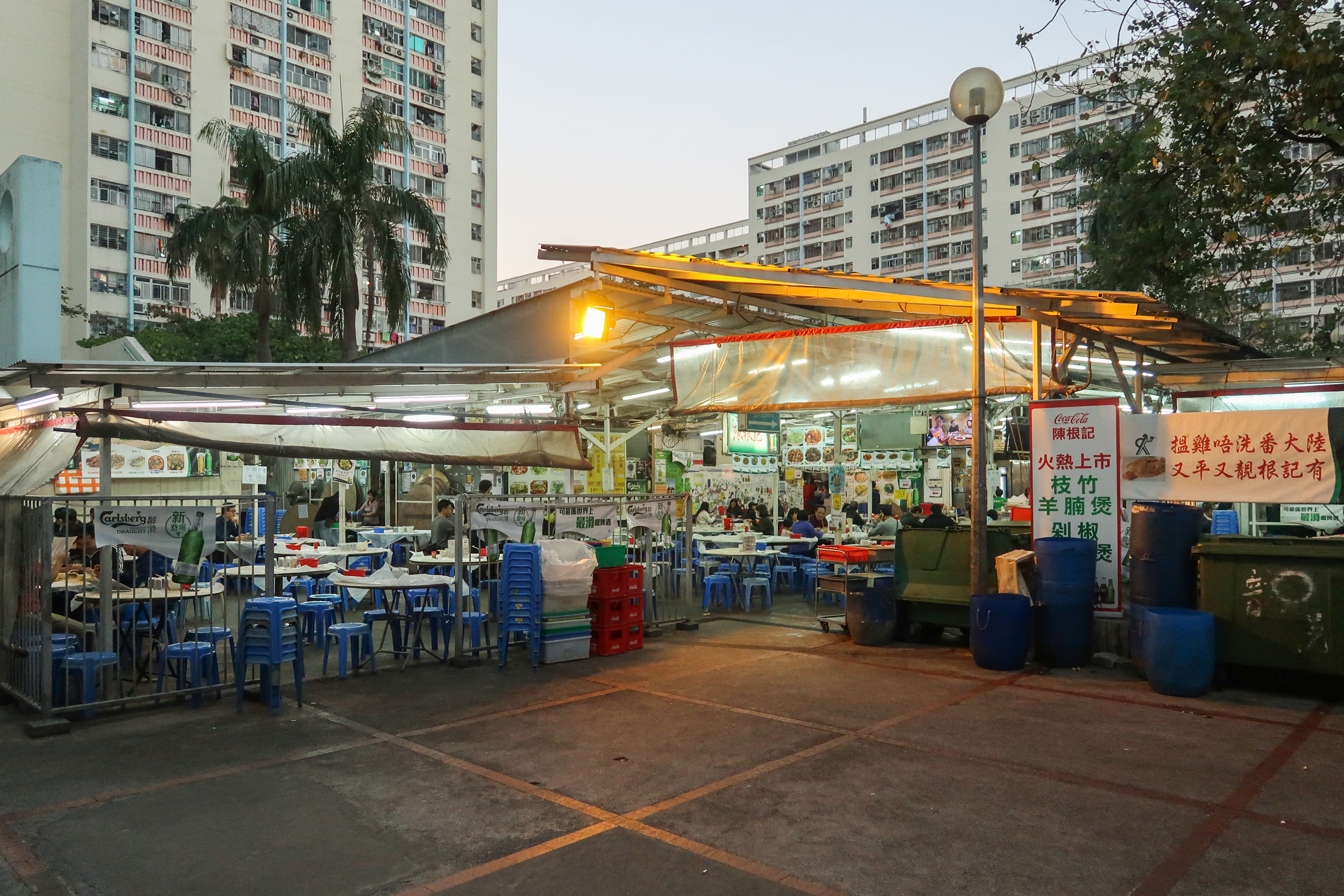
陳根記

## 區議會議席分布
| 範圍／年度                                                                                      | 2000-2003      | 2004-2007      | 2008-2011      | 2012-2015      | 2016-2019      | 2020-2023      |
| ----------------------------------------------------------------------------------------------- | -------------- | -------------- | -------------- | -------------- | -------------- | -------------- |
| 康和樓、豐和樓、順和樓、民和樓、泰和樓、富和樓、 欣和樓、美和樓、協和樓、德和樓、厚和樓及智和樓 | R03 禾輋邨選區 | R03 禾輋邨選區 | R03 禾輋邨選區 | R03 禾輋邨選區 | R03 禾輋邨選區 | R03 禾輋邨選區 |
| 景和樓                                                                                          | 尚未落成       | R02 瀝源選區   | R02 瀝源選區   | R02 瀝源選區   | R02 瀝源選區   | R02 瀝源選區   |

## 外景場地
- 香港電台電視劇《小時候》
- 無綫電視劇《壹號皇庭》
- 電影《點五步》

## 外部連結
- 房委會禾輋邨資料 （页面存档备份，存于）